# Allamanda cathartica
Espèce
Classification APG II (2003)
Synonymes
Selon Tropicos (08 mai 2022) :
- Allamanda aubletii Pohl (1827)
- Allamanda cathartica var. grandiflora (Aubl.) L. H. Bailey & Raffill
- Allamanda cathartica var. hendersonii (W. Bull ex Dombrain) L.H. Bailey & Raffill
- Allamanda cathartica var. williamsii (hort.) L.H. Bailey
- Allamanda grandiflora (Aubl.) Lam. (1798) nv.
- Allamanda hendersonii W.Bull ex Dombr. (1866)
- Allamanda latifolia C.Presl (1845)
- Allamanda linnei Pohl (1827)
- Allamanda schottii Hook. (1848) nv.
- Allamanda wardleyana Lebas (1877)
- Allamanda williamsii auct. (1891)
- Datura erinacea Velloso
- Echites verticillatus Sessé & Moc. (1893)
- Orelia grandiflora Aubl. (1775) nv.

Selon GBIF (08 mai 2022) :
- Allamanda aubletii Pohl
- Allamanda cathartica f. salicifolia (Willd. ex Roem. & Schult.) Voss
- Allamanda cathartica subsp. grandiflora (Aubl.) Bailey & C.P.Raffill
- Allamanda cathartica var. grandiflora L.H.Bailey & Raffill
- Allamanda cathartica var. hendersonii (W.Bull ex Dombr.) L.H.Bailey & Raffill
- Allamanda cathartica var. hendersonii (W.Bull ex Dombrain) G.Nicholson
- Allamanda cathartica var. williamsii (Anon.) L.H.Bailey
- Allamanda chelsonii K.Koch
- Allamanda grandiflora (Aubl.) Lam.
- Allamanda grandiflora (Aubl.) Poir., 1798
- Allamanda hendersonii Bull.
- Allamanda hendersonii Bull. ex Dombr.
- Allamanda hendersonii W.Bull ex Tombrain
- Allamanda latifolia C.Presl
- Allamanda linnaei Pohl
- Allamanda salicifolia Hort.
- Allamanda schottii Hook.
- Allamanda wardleyana Lebas
- Allamanda williamsii Hort.
- Echites salicifolius Willd. ex Roem. & Schult. (1819)
- Echites verticillatus Sessé & Moc.
- Orelia grandiflora Aubl.

Allamanda cathartica est une espèce de plantes à fleurs de la famille des Apocynaceae. C'est un arbuste grimpant originaire d'Amérique du Sud tropicale et largement cultivé pour l'ornement dans les zones tropicales.
Aux Antilles françaises, il est connu sous le nom d'allamanda jaune ou de liane à lait. À La Réunion, outre le terme allamanda, coupe-trompette d'or et monette sont aussi employés.
En Guyane, on l'appelle Allamande, Canari, Liane jaune, Orélie, Liane fruit dilait (Créole), Ka'i lekwi (plante), Tasiasiay (fruit) (Wayãpi), Datka βey (Palikur), Dedal-de-Damas, Cipó-de-leite (Portugais du Brésil). Au Venezuela, on l'appelle Don Tomás, Dribu-acuanateta (Guarao), Puerco espín, Tocoya.
On le nomme aussi golden-trumpet au Guyana, mais encore Pu gaasi (Djuka), Srabitje (Sranan tongo), Baruda balli, Barae da balke (Arawak), Kieraporan (Carib), Jasbite, Anoura, Wilkens-bita au Suriname.

## Taxonomie
Allamanda cathartica  a été décrite par Carl von Linné et publiée dans Mantissa Plantarum 2: 214-215. En 1771.

### Étymologie
Le genre Allamanda a été nommé en l'honneur du botaniste suisse Dr. Frédéric-Louis Allamand (1735-1803), de la fin du XVIIIe siècle.
Cathartica:   épithète du latin «catharticum » signifiant « purgatif ».

## Description

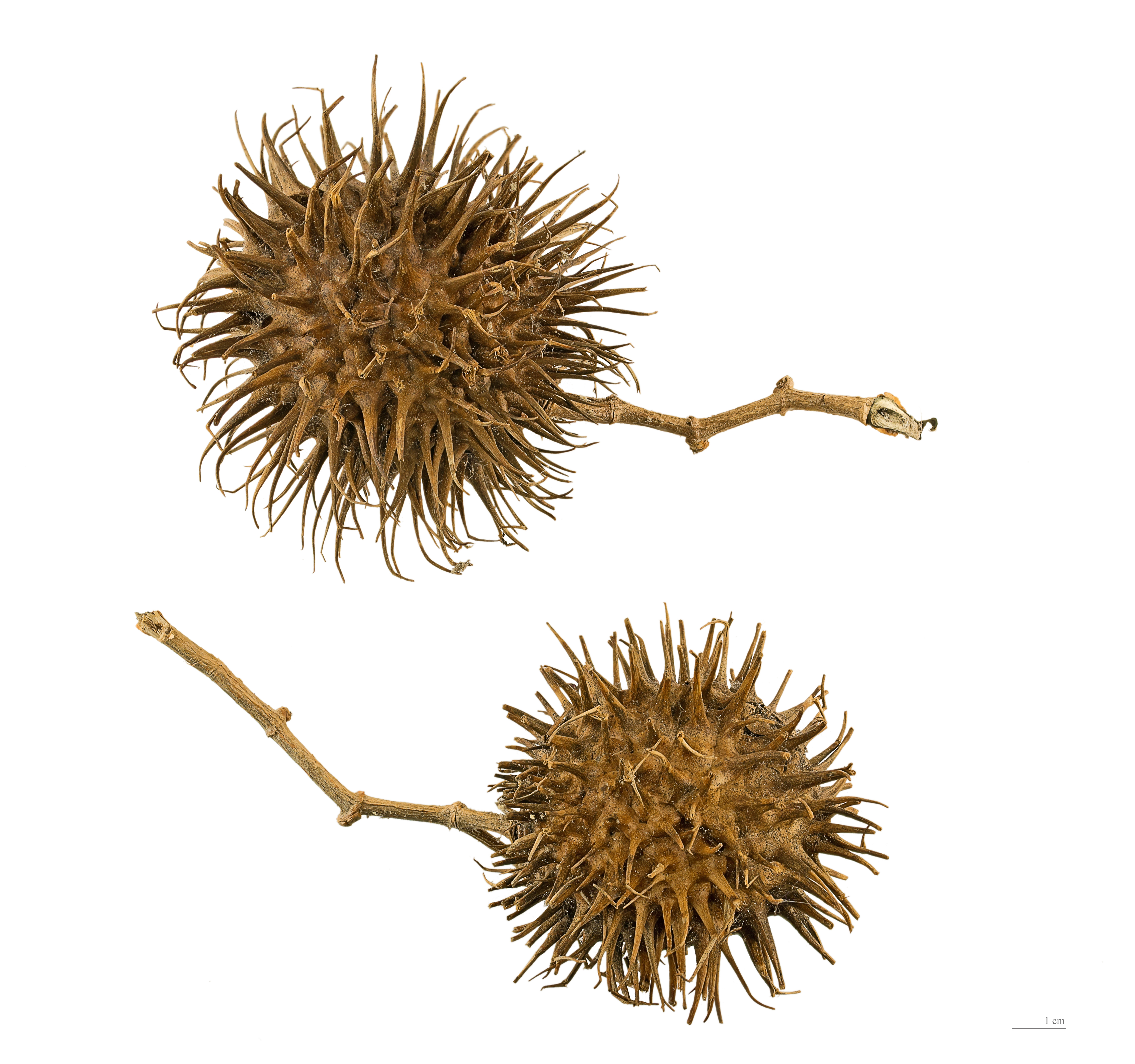
Capsule épineuse au Muséum de Toulouse.

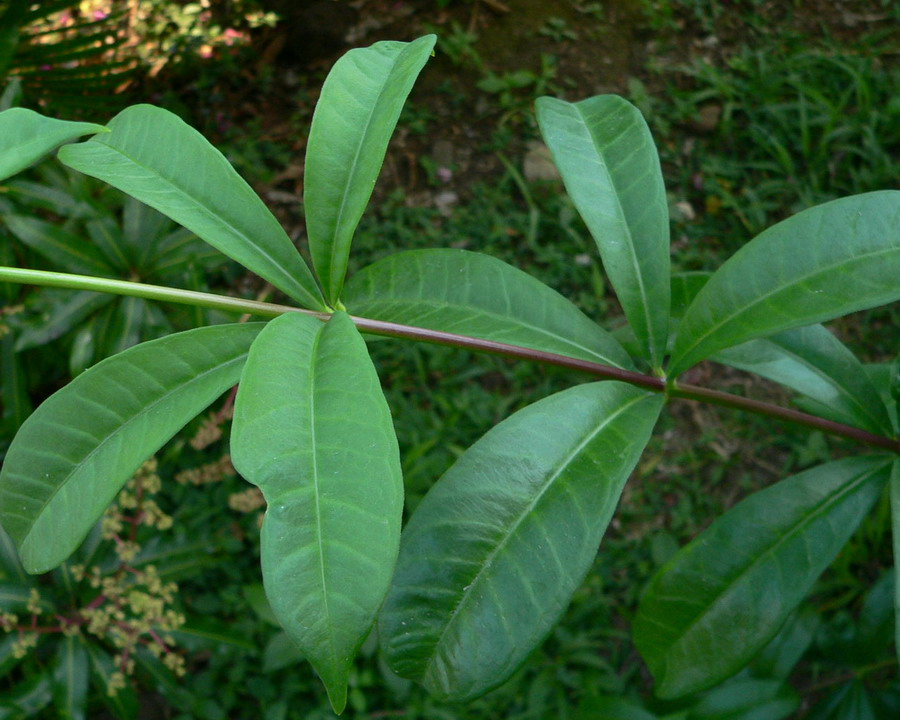
Rameau avec feuilles verticillées par 4.

C'est un arbuste lianescent développant de longs rameaux glabres, violacé pourpre, longs de 10 m ou plus. Toutes les parties contiennent un abondant latex blanc caustique.
L'écorce est verte, lisse sur le bois jeune, virant au brun pâle ou souvent rouge sur les surfaces exposées au soleil.
Les feuilles persistantes sont verticillées par 4 (plus rarement 3 ou 5).
Le pétiole est long de 0,3-0,7 cm, avec des wikt:colleters.
Le limbe est subcoriace, obovale ou oblong-lancéolé, mesurant 10-13(20) x 2,5-5 cm, avec l'apex acuminé, la base aiguë, brillant dessus, opaque dessous, plus ou moins hispide entre les nervures, pubescent sur les nervures.
La face inférieure des feuilles est pubérulente à pubescente le long des nervures principales, ou parfois entièrement glabre.
Les 10-15 paires de nervures secondaires sont unies à la marge.
L'inflorescence est axillaire ou terminale, composée de 5 à 10 fleurs, avec des tige longues d'environ 1 cm, et des bractées longues de 0,1 à 0,2 cm.
Les lobes du calice (sépales) mesurant 1-1,2 x 0,5-0,6 cm, dépourvus de collétères, sont presque glabres à pubescents à l'extérieur (parfois avec des poils le long des marges ou dans la moitié médiane centrale).
La corolle actinomorphe, en entonnoir est d'un jaune vif à orange, très lumineux.
Le tube non renflé à la base, se compose d'une partie cylindrique du tube mesure 3-4 x 0,2 cm.
La partie infundibuliforme est d'environ 1,5-2,5 x 1 cm, rayé de lignes orange à l'intérieur.
Les 5 lobes sont jaunes, obliques, longs de 2,5-3 cm, arrondis et réfléchis sont imbriqués dans le sens inverse des aiguilles d'une montre.
Les anthères sont de forme oblancéolées-sagittées, et longues d'environ 0,8 cm.
Le fruit est une capsule, mesurant environ 5 × 3,5 cm, de couleur vert virant ensuite au brun, de forme largement elliptique ou sub-circulaire, à l'endocarpe blanc, et avec des épines longues de 10–11(15) mm.
Il contient environ 30 graines épaisses, mesurant environ 3 × 3 cm, blanche virant au brun, à aile circulaire dures et étroites,.

## Répartition
Allamanda cathartica est originaire du nord-est de l'Amérique du Sud : Costa Rica, Panama, Venezuela (Delta Amacuro (répandu), Bolívar Aragua, Carabobo, Miranda, Monagas, Yaracuy), Guyanes, Brésil.
Cet arbuste est largement cultivé et échappé sous les tropiques des deux hémisphères.

## Écologie
Allamanda cathartica est une liane arbustive très commune le long des grands fleuves sur les berges ensoleillées, dans les marécages parmi les mangroves et le long des plages, où il couvre souvent les arbres, et dans les habitats rudéraux, très ensoleillés et humides. On le rencontre dans les lisières des forêts sempervirentes de plaine et riveraines, autour de 0–500 m d'altitude.
Allamanda cathartica fleurit toute l'année, et fructifie dans les Guyanes en août-septembre.
Les fleurs sont pollinisées par les colibris.
Le fruit anémo-zoochore ne se développe qu'en milieu très chaud.
Allamanda cathartica est une plante ornementale cultivée dans tous les pays tropicaux, où elle s'est souvent naturalisée.
Désormais répandue sous toutes les zones tropicales du globe, Allamanda cathartica est souvent vue le long des routes, et utilisée pour couvrir des murs ou des surfaces au sol.
Elle est considérée comme plante envahissante et nuisible dans certaines zones (par exemple dans l'état du Queensland en Australie). Elle peut former des colonies denses, impactant la végétation indigène et provoquant le déplacement des espèces autochtones. Elle est par ailleurs toxique pour l'homme et le bétail.

## Composition
Toute la plante contient un latex blanc caustique, pouvant provoquer des diarrhées en cas d'ingestion.
Les feuilles contiennent des triterpènes estérifiés, de la pluméricine, de l'isopluméricine, de l'acide ursolique, de la β-amyrine et du β-sitostérol. Les racines contiennent des lactones d'iridoïdes (allamandine, allamandicine et allandine) et des lactones triterpéniques (fluvoplumeirine, pluméricine etc.). La fleur contient des flavonoïdes (quercétine et kaempférol).

## Utilisations

### Plante ornementale
Cultivé à des fins horticoles dans les zones tropicales du monde entier, Allamanda cathartica est facile à cultiver et à multiplier par bouturage dans les serres, où il ne produit apparemment jamais de fruits. Il fut introduit en Angleterre en 1785 (Linné).
Entretien : Beaucoup de lumière, arrosage fréquent (2 à 3 fois par semaine) à l'eau non calcaire. Éventuellement vaporiser le feuillage durant la saison chaude et apporter un engrais tous les 15 jours.
Dans les zones tempérées, l'hiver, protéger du gel, réduire les fréquences d'arrosage et tailler avant le retour de la saison chaude.
La plante ne tolère pas l'ombre, le gel, ni les sols sales ou alcalins. Hormis ces restrictions, c'est une plante robuste qui poussera rapidement dans les conditions appropriées. Taillée, elle reprend encore davantage de vigueur.
Allamanda cathartica est une plante à croissance vigoureuse pouvant atteindre plusieurs mètres. Elle sert à former des haies spectaculaires, colorées de superbes fleurs jaune vif.
L'odeur qu'elle dégage est fruitée et délicate.

### Plante médicinale
Le latex présente des propriétés cathartiques (purgatif) à dose élevée (la tisane de feuille est purgative mais ne provoque pas de vomissements à la dose de 10/1000e).
En Colombie, le latex était employé comme émétique et vermifuge. À Cuba, l'infusion des feuilles servait d'émétique et de purgatif.
Toute la plante est photodynamisante ; elle provoque des irritations cutanées et est caustique pour les yeux. L'ingestion provoque nausées, vomissements et sécheresse de la bouche.
L'extrait de racines et de feuilles provoque une hypotension chez le chat.
L'extrait aqueux d’Allamanda cathartica facilite la cicatrisation des plaies.
En Guyane, chez les Wayãpi, la décoction d'écorce longuement exposée au soleil est frottée sur le corps comme fébrifuge.
Chez les Palikur, la décoction de fleurs est consommée comme antitussif, mais aussi associée à la décoction de feuilles en lavement de tête pour lutter contre les étourdissements. Le bain de feuilles, tiges et fleurs sert aussi à rendre les enfants vifs et actifs comme l'anaconda (association symbolique).
Les Caboclos du Rio Madeira s'en servent aussi comme antitussif et anthelmintique.
Les Amérindiens du nord-ouest du Guyana consomment la tisane de feuilles comme antipaludéen.
L'allamandine contenue dans la plante (lactone d'iridoïde) présente des propriétés antileucémiques et antinéoplasiques.

## Protologue

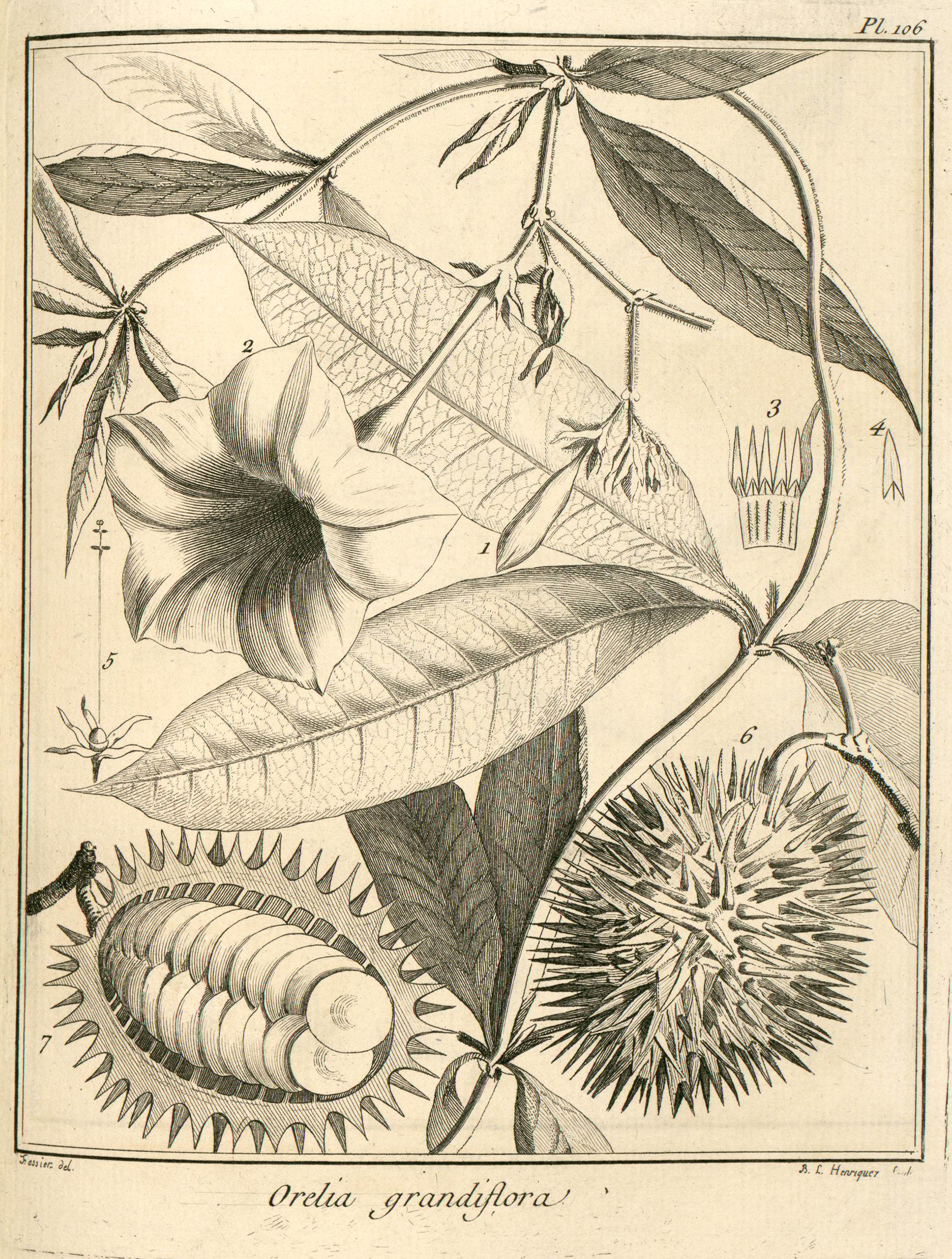
Allamanda cathartica par Aublet (1775)
Planche 106. : La fleur, les fruits, les feuilles ſont repréſentés de grandeur nature. - 1. Bouton de fleur. - 2. Fleur épanouie. - 3. Corolle ouverte. Étamines. - 4. Étamine. - 5. Calice. Diſque. Ovaire. Style, Stigmate. - 6. Capſule. - 7. Moitié de Capſule. Semences.

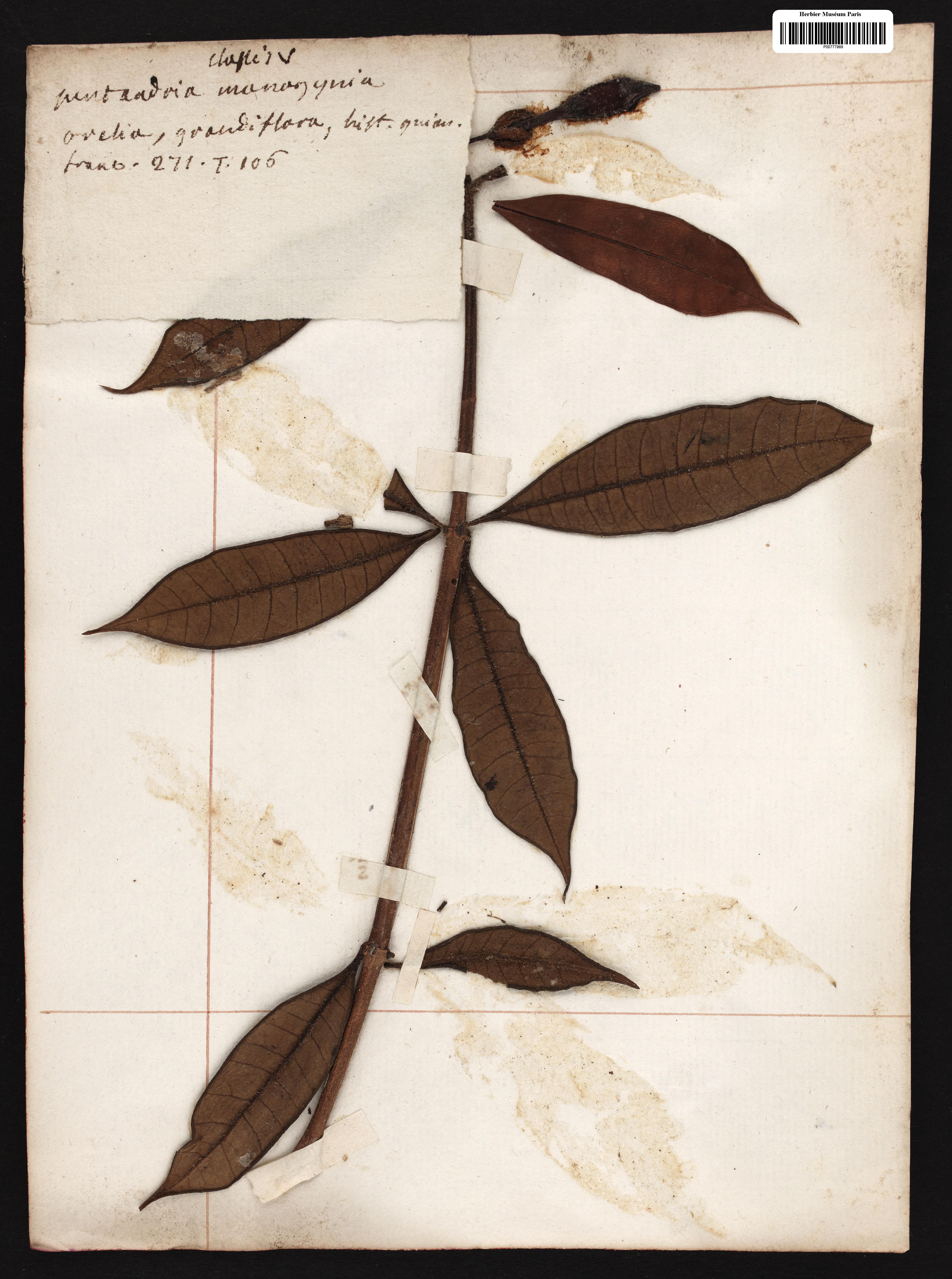
Échantillon type d’Orelia grandiflora collecté par Aublet en Guyane.

En 1775, le botaniste Aublet décrivit Orelia grandiflora (synonyme d’Allamanda cathartica ) et en proposa le protologue suivant : 

« ORELIA (grandiflora). (Tabula 106.)
Echinus ſcandens, lacteſcens ; flore maximo, luteo. Barr. Fran, Equinox, pag. 48.
Allamanda cathartica. Lin. Mantiſſ. 2.p. 114. & idem 146.
Frutex, caules plurimos, ſarmentoſos, ramoſos, nodoſos, volubiles, ſuprá arbores expanſos, è radice emittens. Folia verticillata, tria aut quatuor ad ſingulos nodos ramorum, & ramuſculorum, ovato-oblonga, acuta, glabra, integerrima, ſubſeſſilia. Flores corymboſi, axillares. Corymbi & pedunculi florum squamula ad baſim muniuntur.
Caules, racemi, folia, flores & ſemina lacerata ſuccum lacteum fundunt.
Florebat fructumque ferebat Septembri.
Habitat ad maris littora Caïennæ & Guianæ.

L’ORELI à grande fleur. (Planche 106.)
Cet arbrisseau pouſſe de ſa racine pluſieurs tiges ſarmenteuſes, noueuſes & rameuſes, qui ſe répandent ſur les plantes, & les arbuſtes voiſins. Les tiges anciennes ſont nues, ſans feuilles ; il n'y a que les rameaux qui en ſoient garnis. Pour l'ordinaire il, en à quatre à chaque nœud, & quelquefois trois. Elles ſont entières, molles & couvertes d'un léger duvet, lorſqu'elles commencent à ſe développer : quand elles ſont entièrement épanouies, elles ſont liſſes, vertes, ovales, terminées par une longue pointe. De l'aiſſelle d'une feuille naît un bouquet de fleurs, dont chaque branche porte, à ſa naiſſance, une petite écaille, de même que le pédoncule de chaque fleur. 
Le calice eſt d'une ſeule pièce diviſé profondément en cinq parties aiguës. 
La corolle eſt jaune, monopétale. C'eſt un long tube renflé & évaſé vers ſa partie ſupérieure ; le pavillon eſt partagé en cinq larges lobes. Cette corolle eſt attachée au fond du calice autour d'un diſque. 
Les étamines ſont au nombre de cinq, placées à l'entrée du tube, dont elles bouchent l'orifice. Leur filet eſt court, & au deſſous de chaque filet eſt une nervure ſaillante couverte de poils blancs. L'anthère eſt droite, longue, à deux bourſes écartées par le bas. Elle a la forme d'un fer de flèche. 
Le piſtil eſt un ovaire ſphérique, poſé ſur le diſque. Il eſt ſurmonté d'un style grêle, terminé par deux plateaux écartés, dont le ſupérieur porte un stigmate partagé par un ſillon. 
L'ovaire devient une capsule verte, ovoïde, hériſſée de longues pointes fermés. Elle s'ouvre de la pointe à la baſe en deux valves, dont les deux bords ſont garnis d'un placenta, auquel ſont attachées par un cordon ombilical des semences plates, bordées d'un feuillet membraneux, & couchées les unes ſur les autres. 
Toutes les parties de cet arbriſſeau, pour peu qu'on les déchire ou qu'on les entame, rendent un ſuc laiteux. 
Cet arbriſſeau croît dans l'île de Caïenne, du côté du rivage de la mer, & particulièrement dans la Guiane, ſur le bord de la rivière de Macouria. Il eſt en fleur & en fruit dans le mois de Septembre. 
La fleur, les fruits, les feuilles ſont repréſentés de grandeur nature. »

— Fusée-Aublet, 1775.

## Galerie

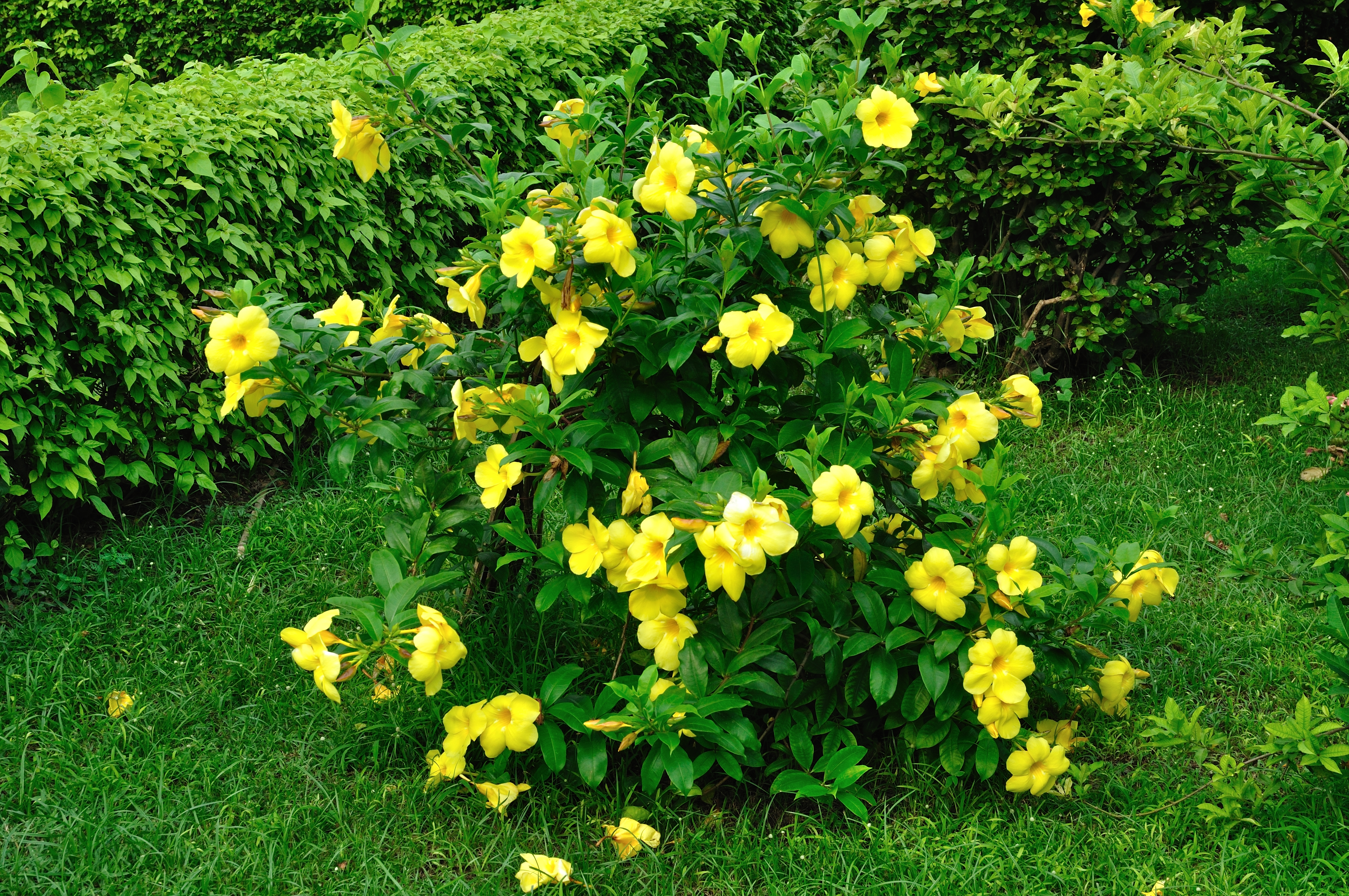
Pied d’Allamanda cathartica
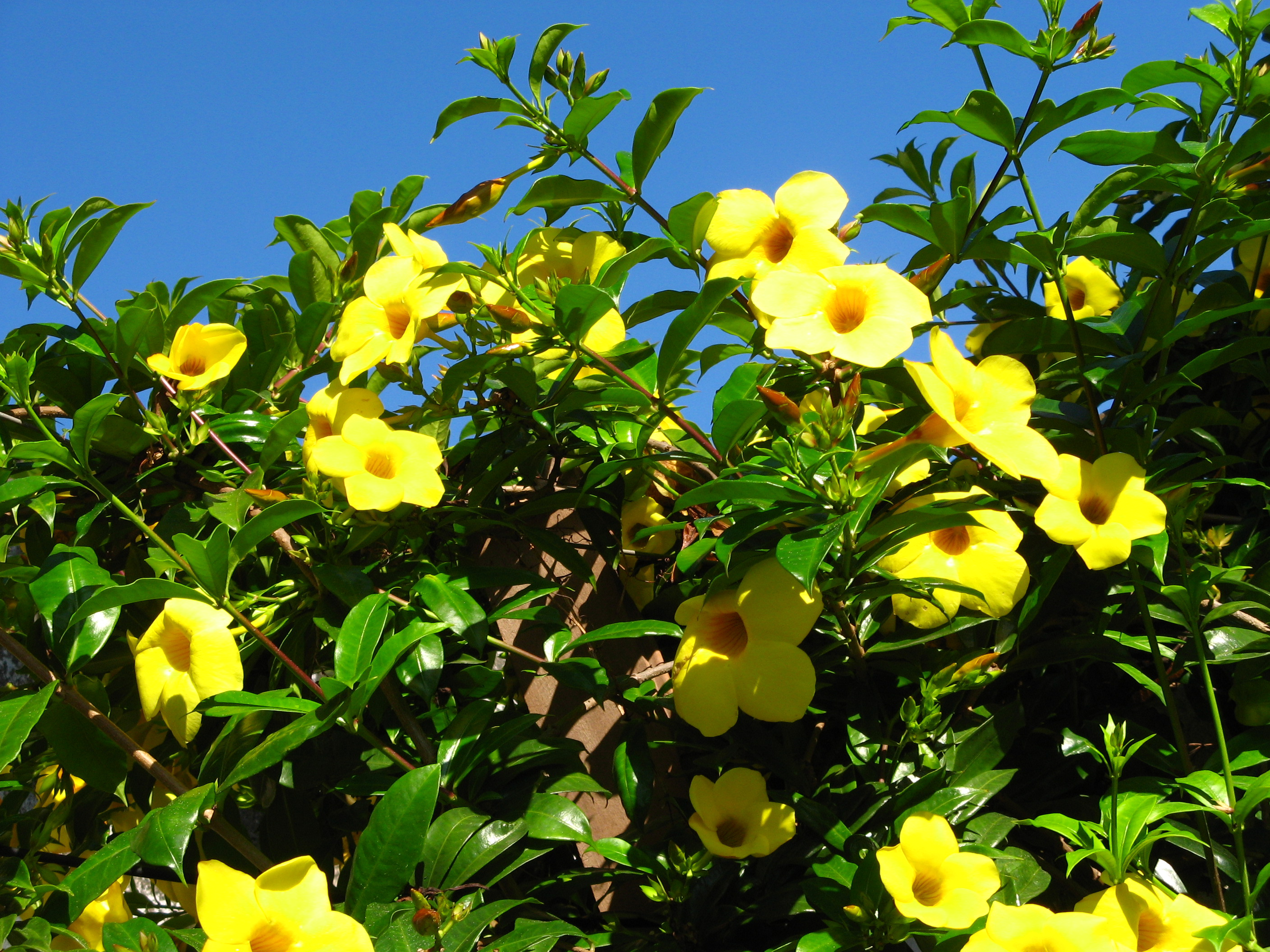
Fleurs d’Allamanda cathartica
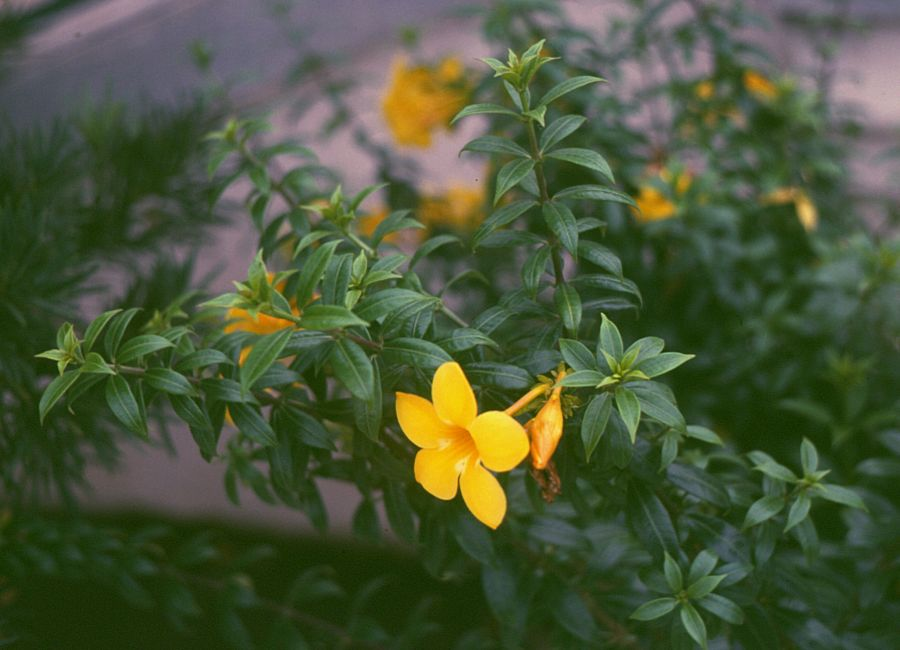
Fleurs d’Allamanda cathartica
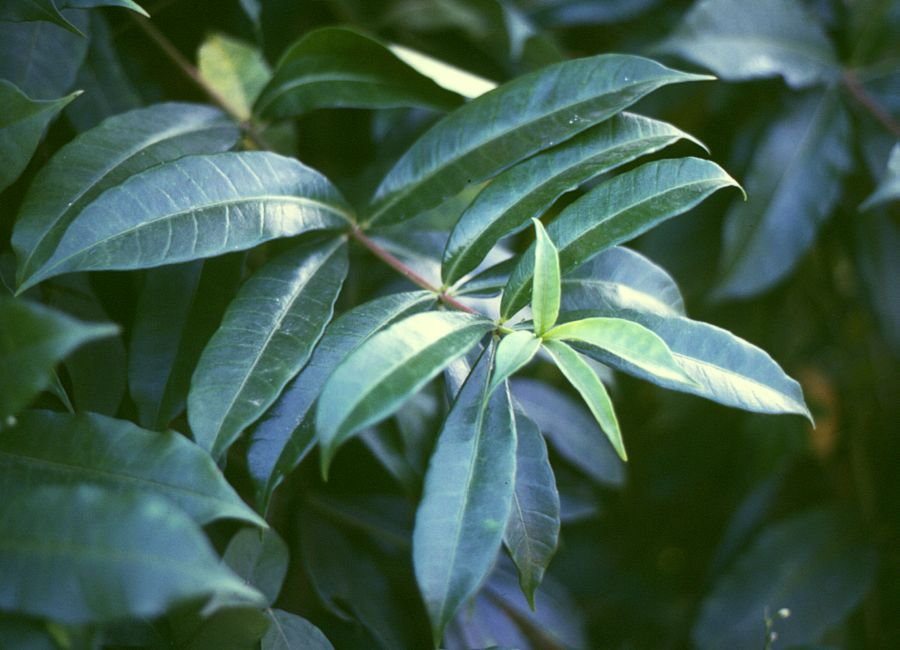
Feuilles
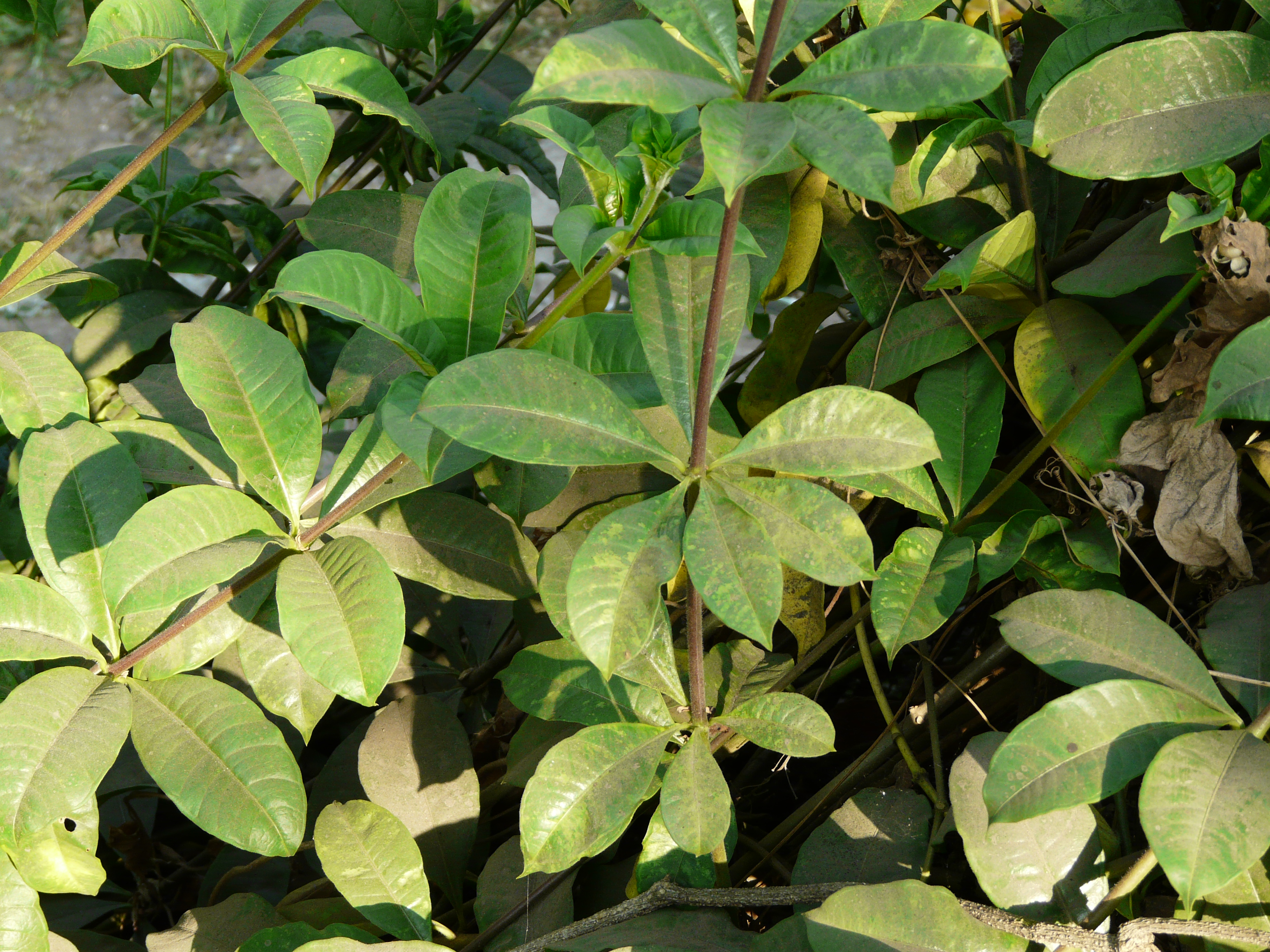
Feuillage d’Allamanda cathartica
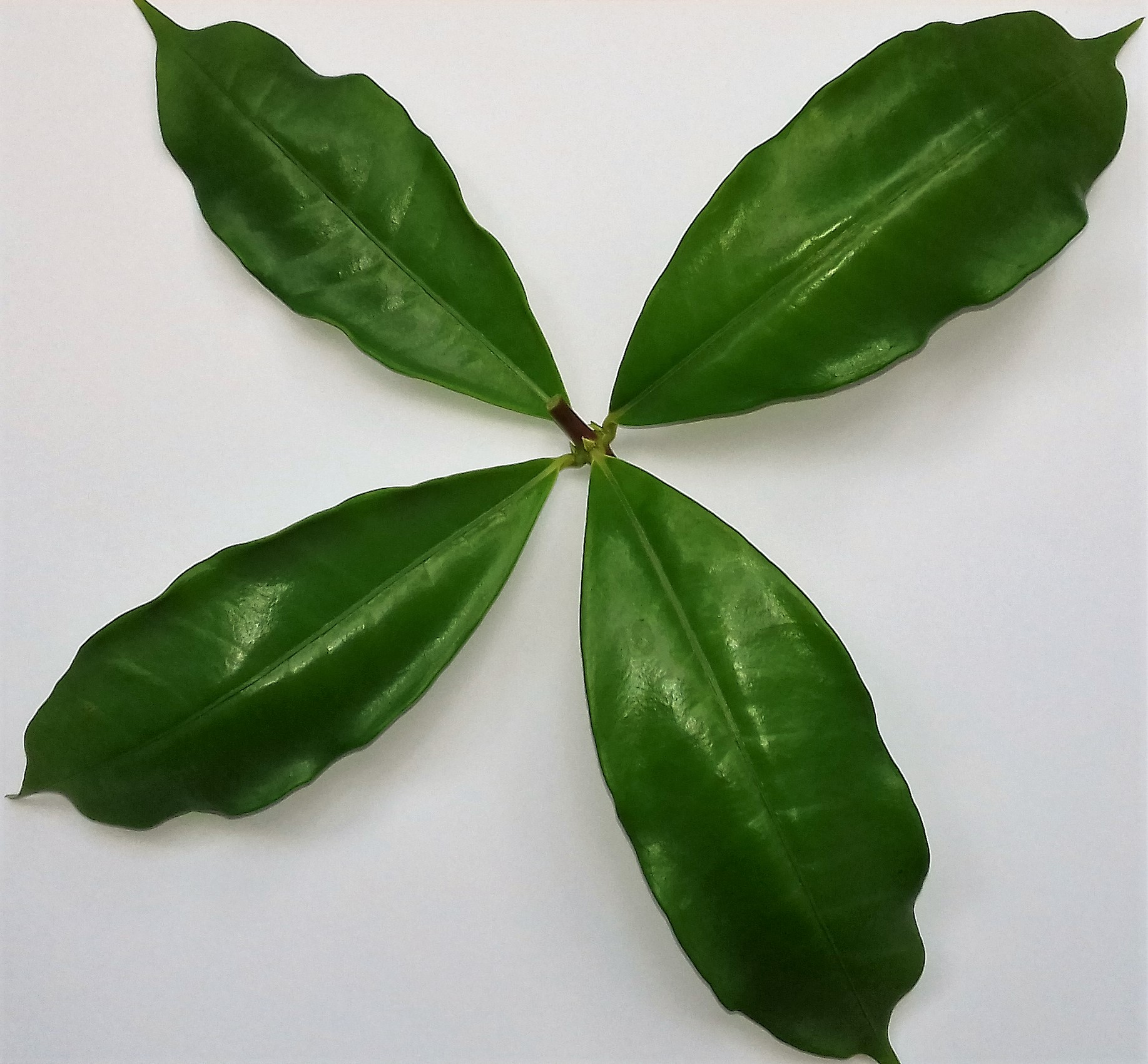
Fragment de rameau ; les feuilles sont réparties axialement autour de la tige.
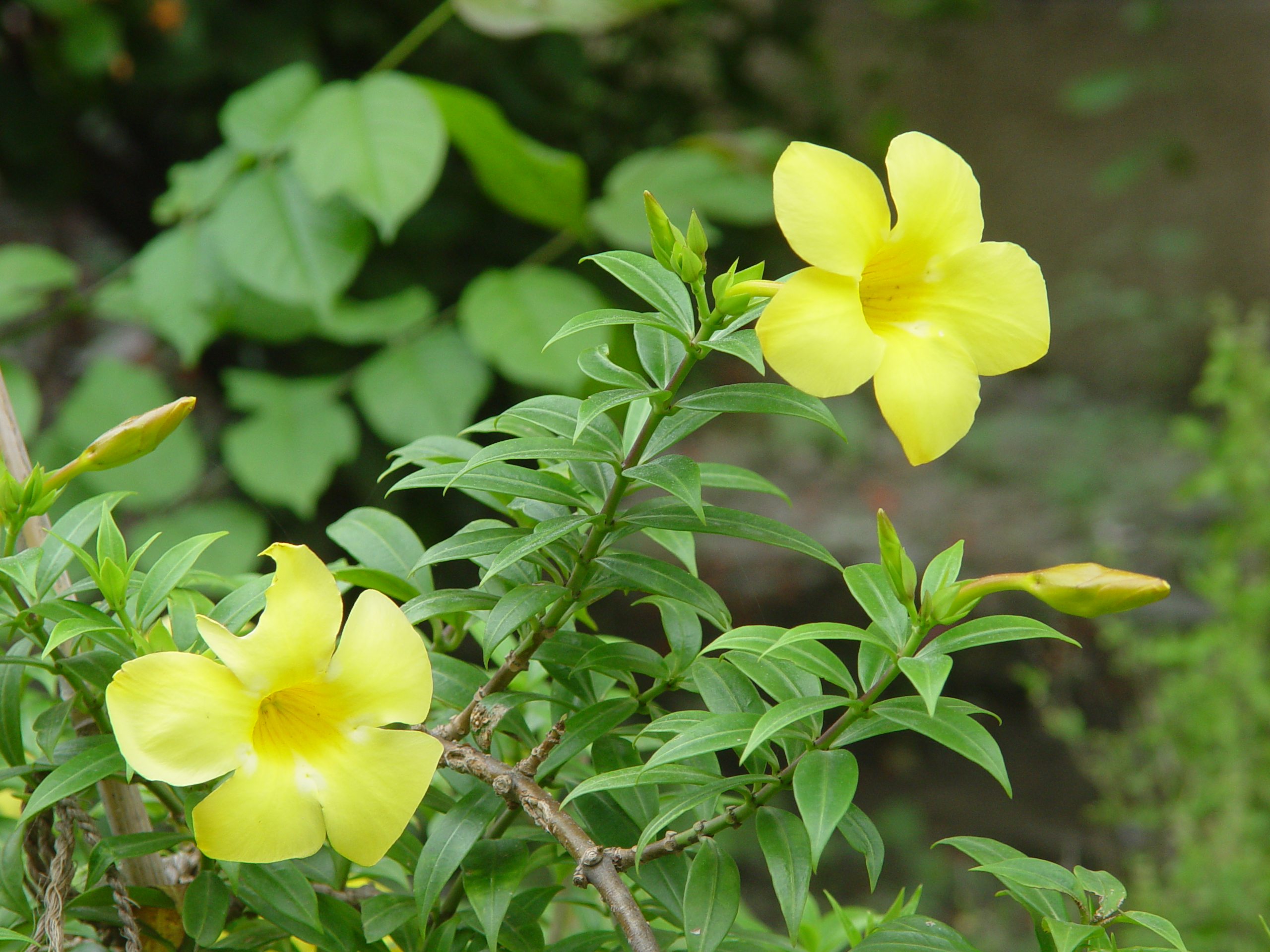
Fleurs d’Allamanda cathartica
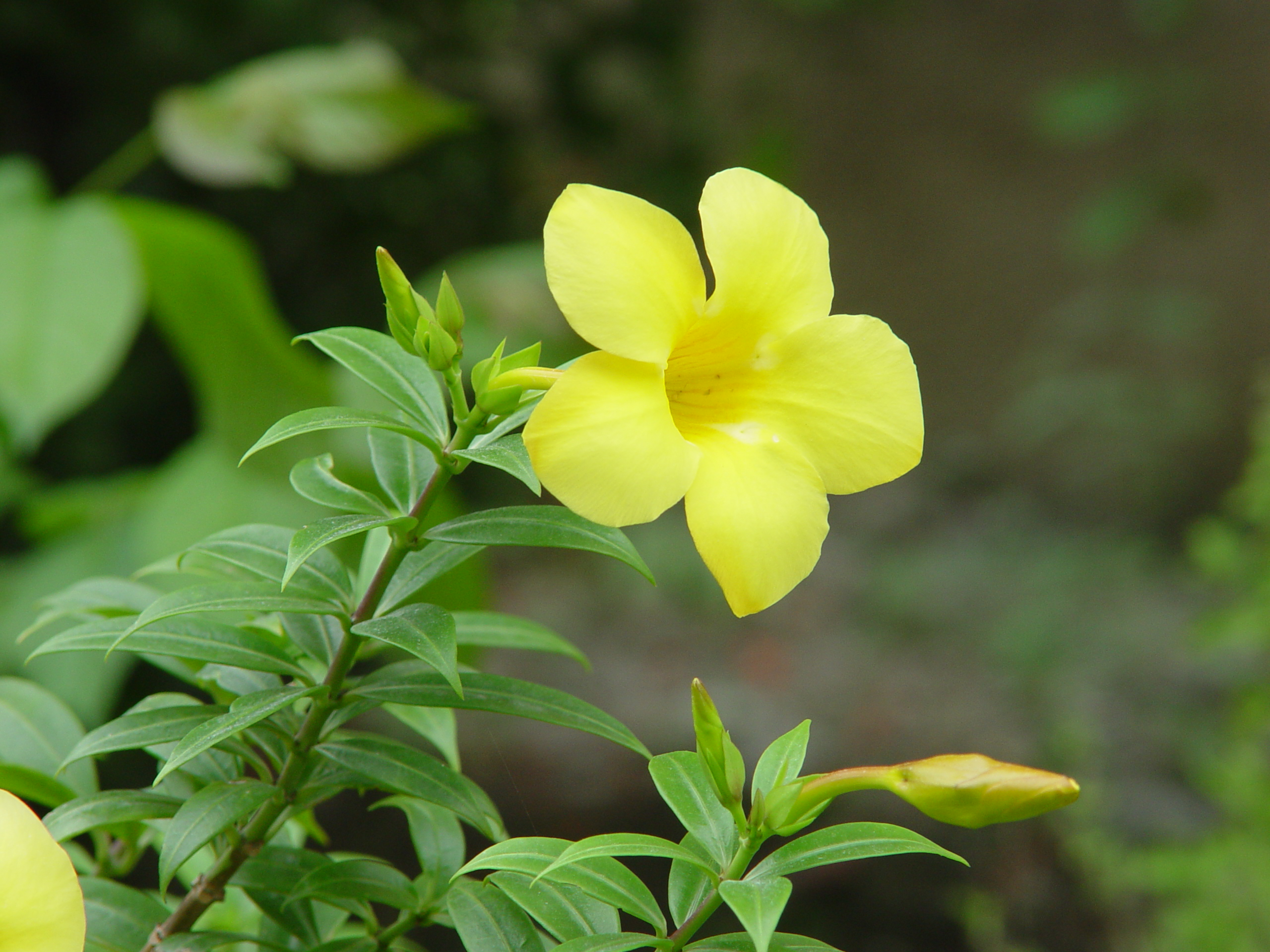
Fleurs d’Allamanda cathartica
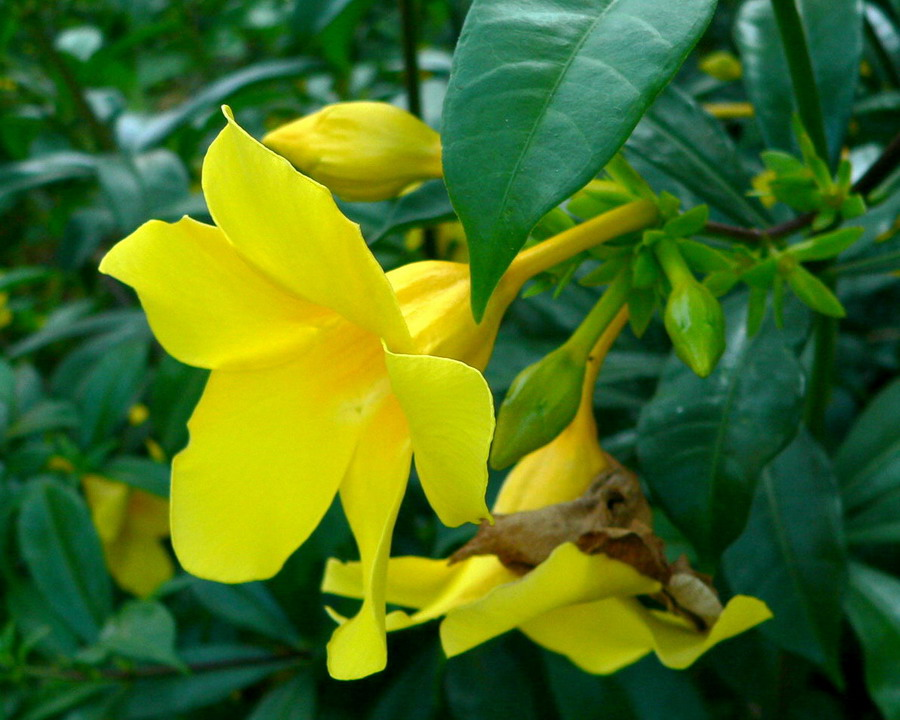
Fleur d’Allamanda cathartica
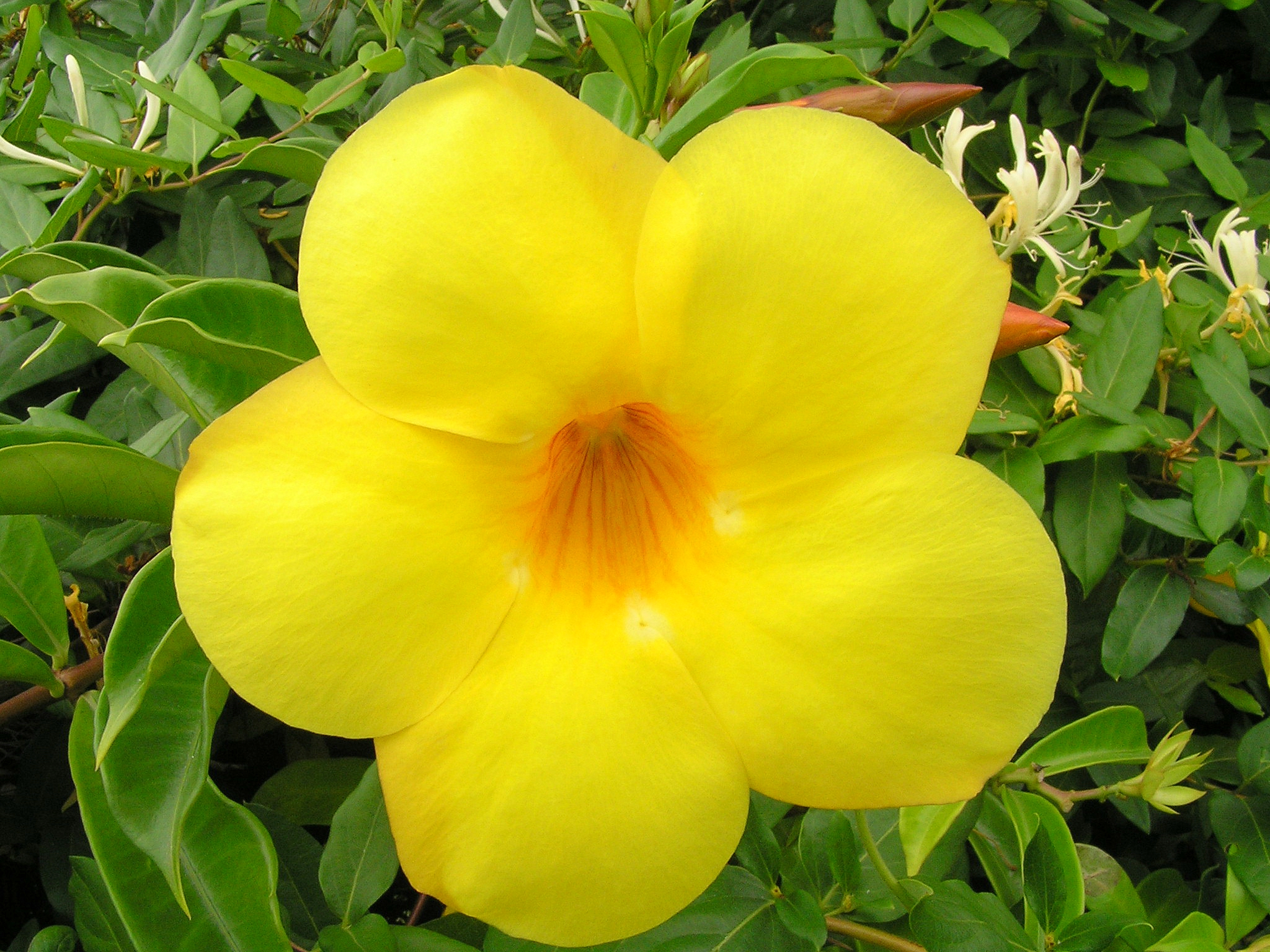
Fleur d’Allamanda cathartica
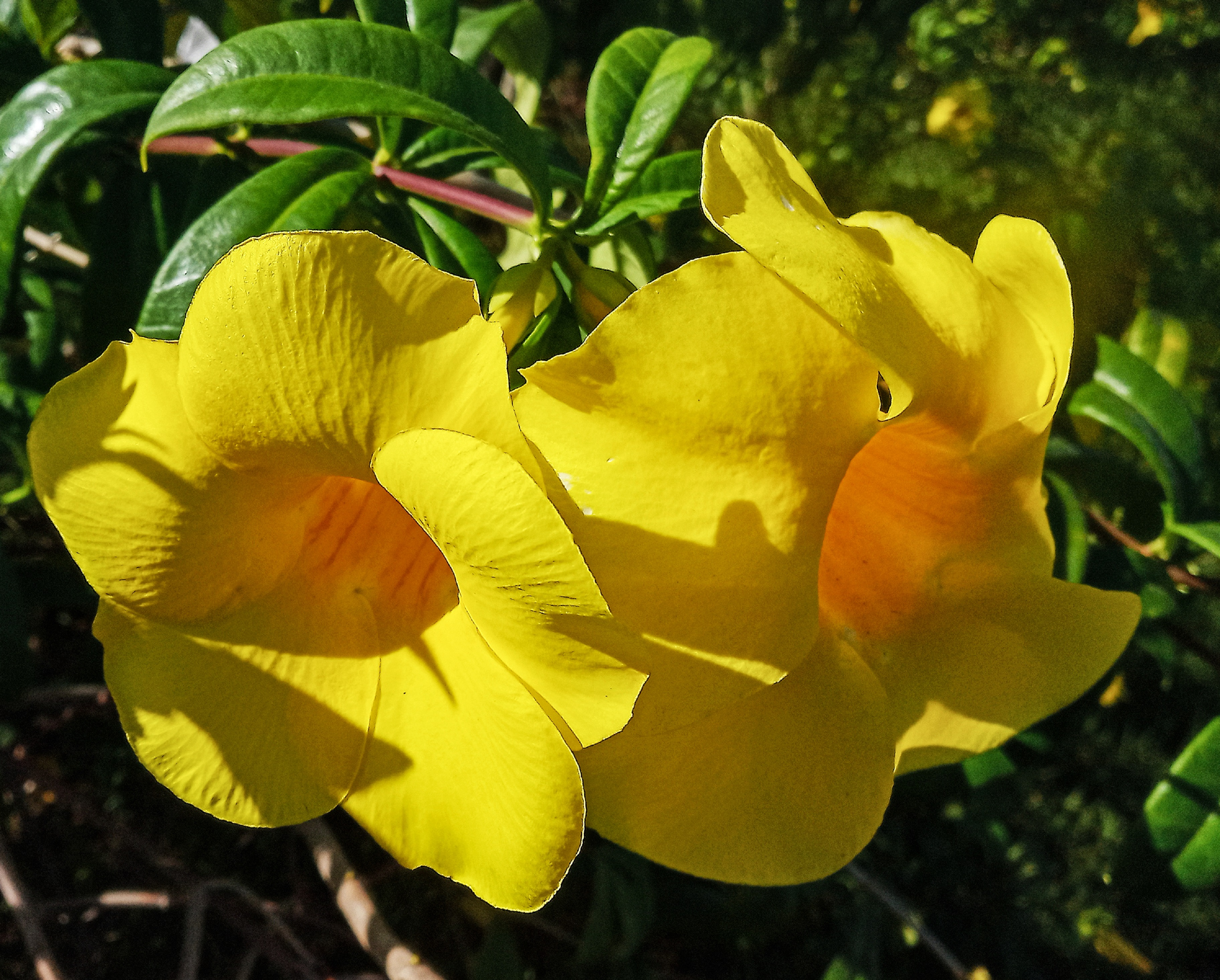
Fleurs d’Allamanda cathartica
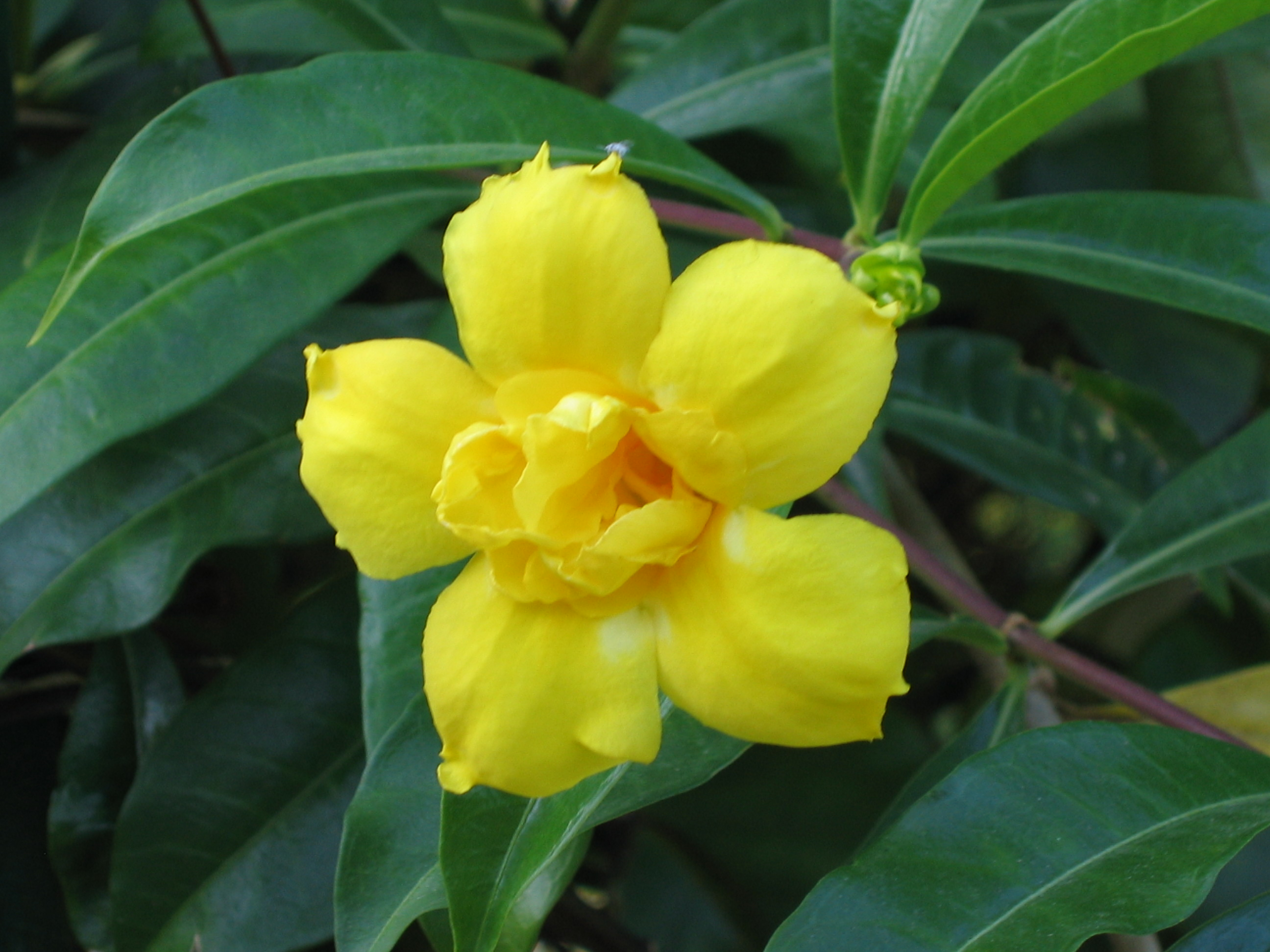
forme ornementale mutante (étamines pétaloïdes) d’Allamanda cathartica
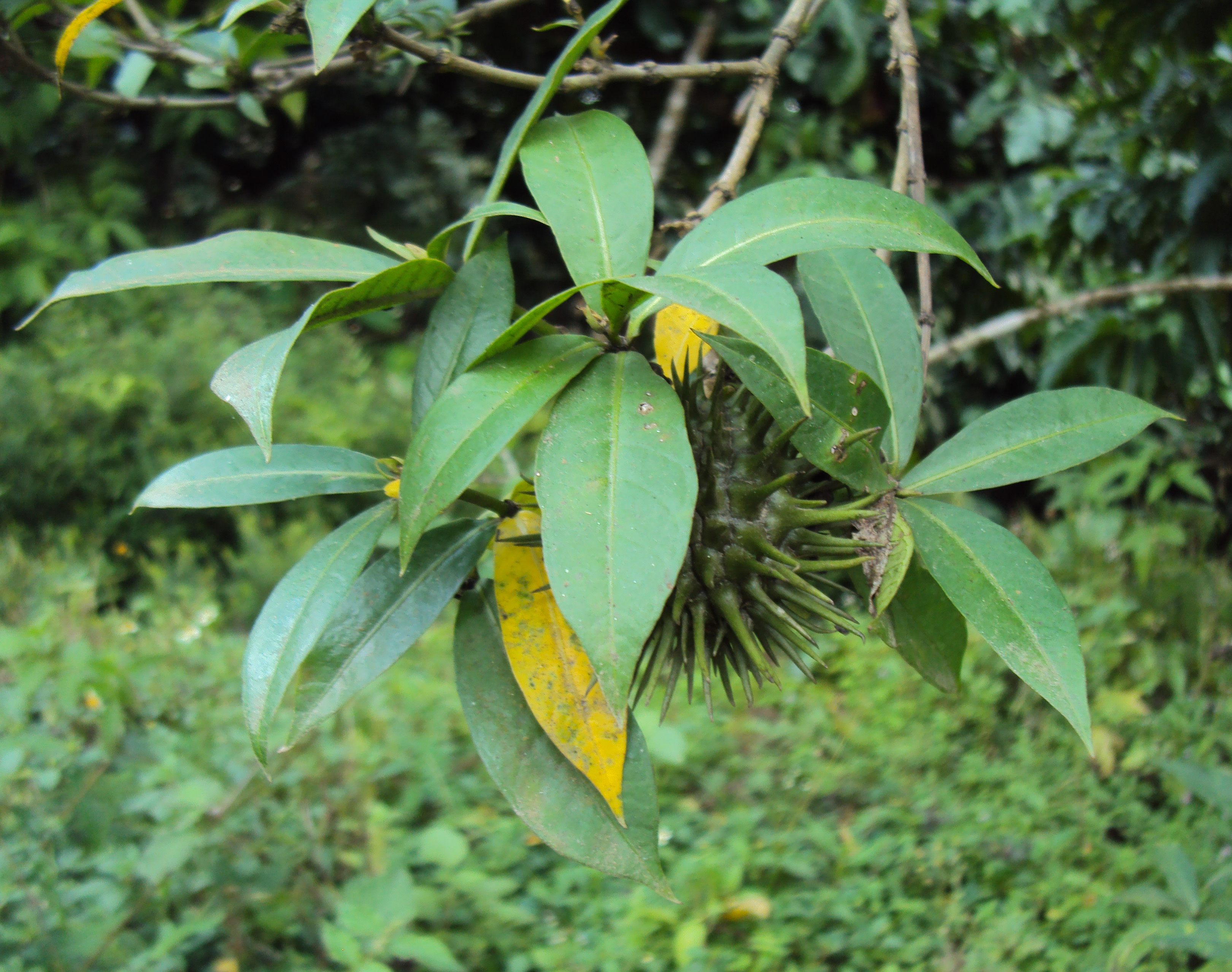
Fruit d’Allamanda cathartica
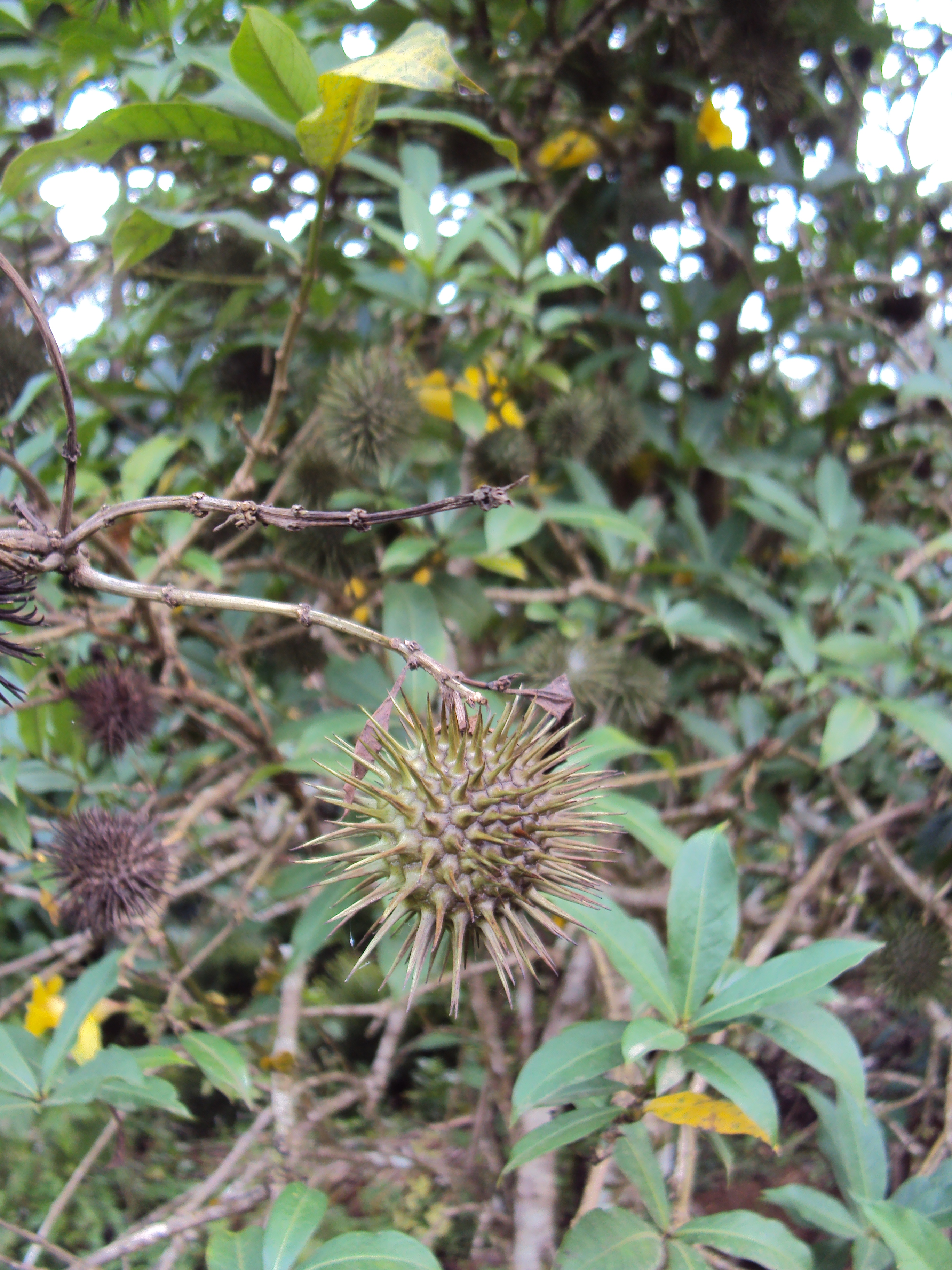
Fruit d’Allamanda cathartica
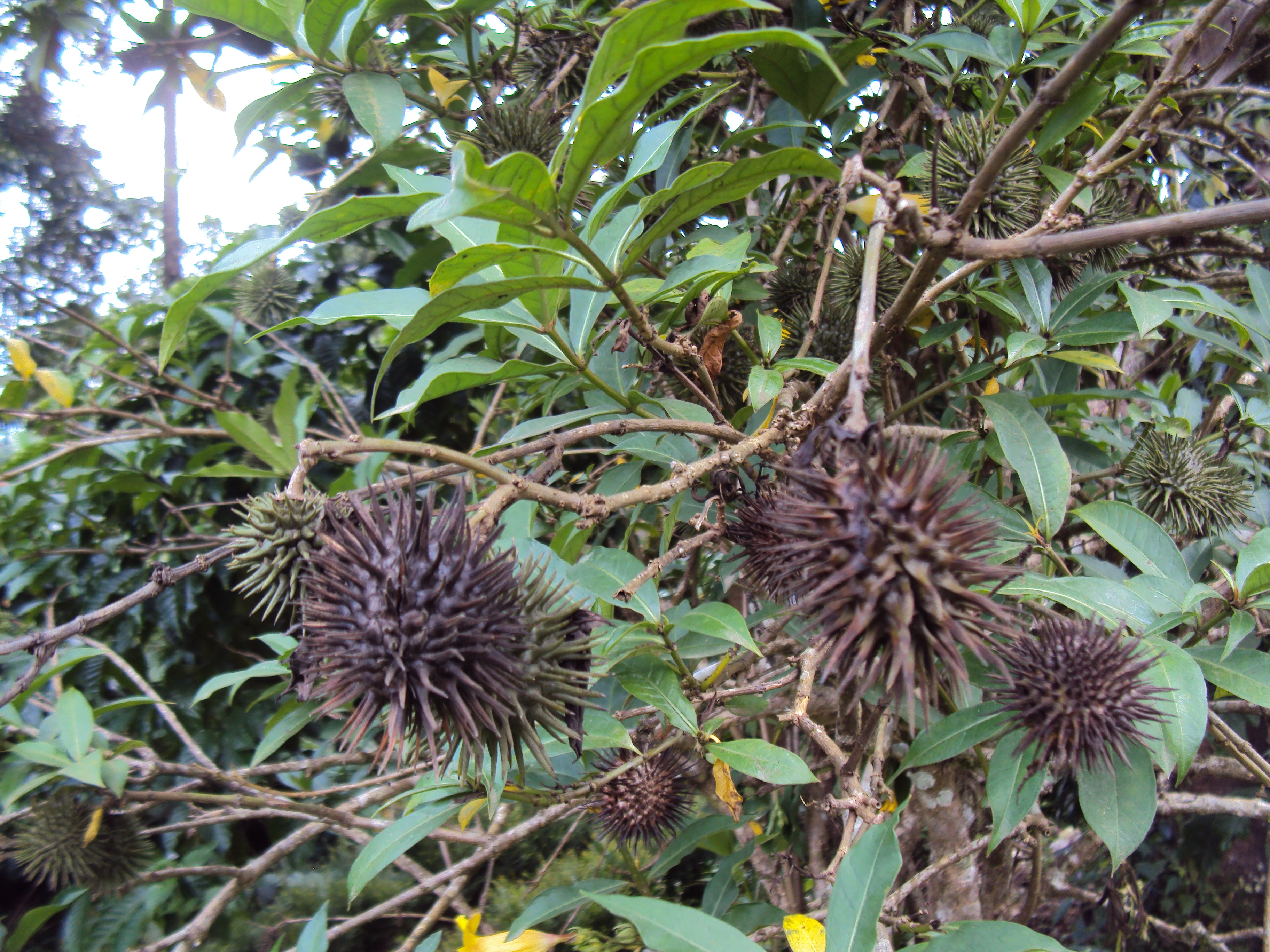
Fruit d’Allamanda cathartica
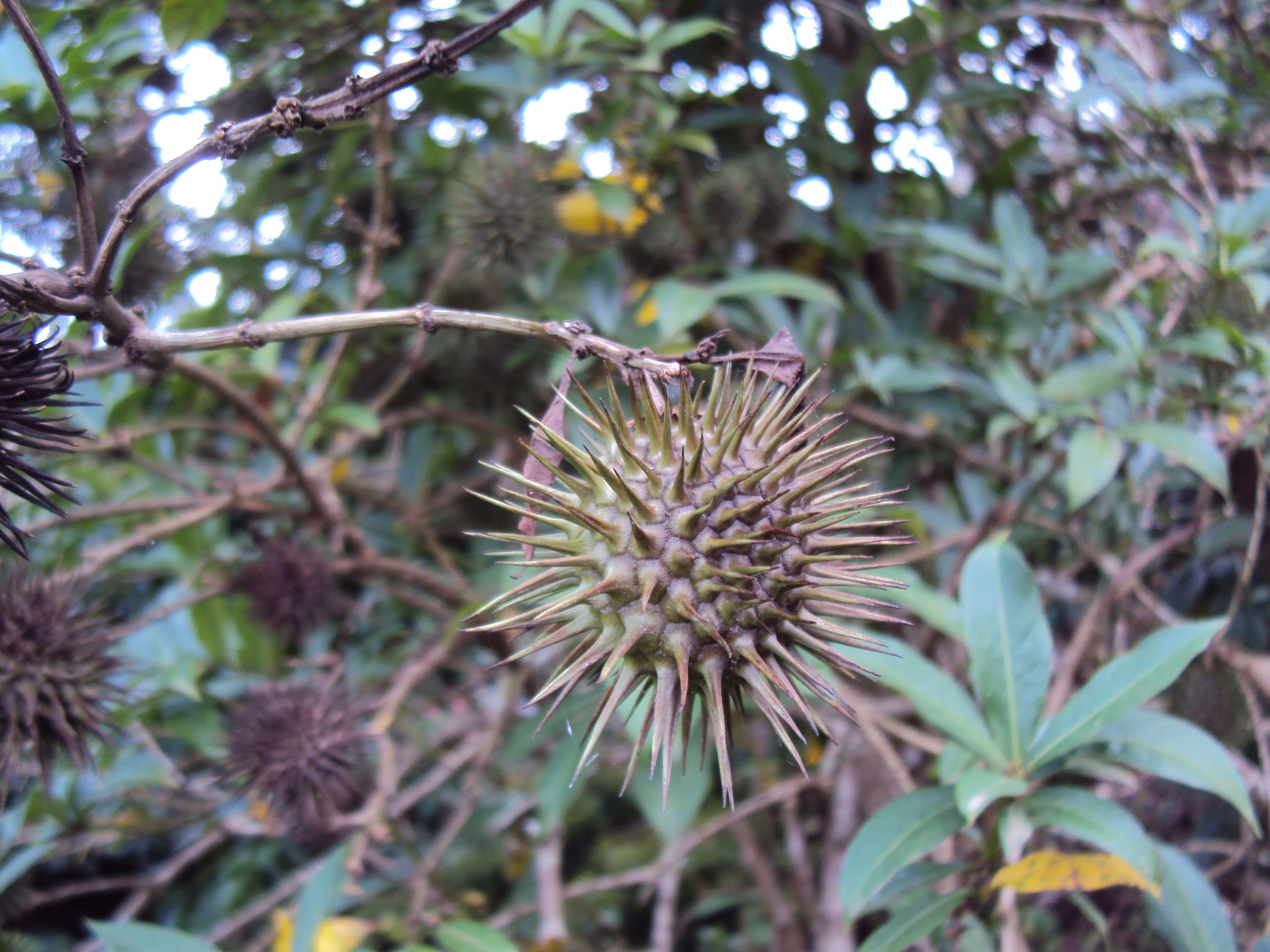
Fruit d’Allamanda cathartica
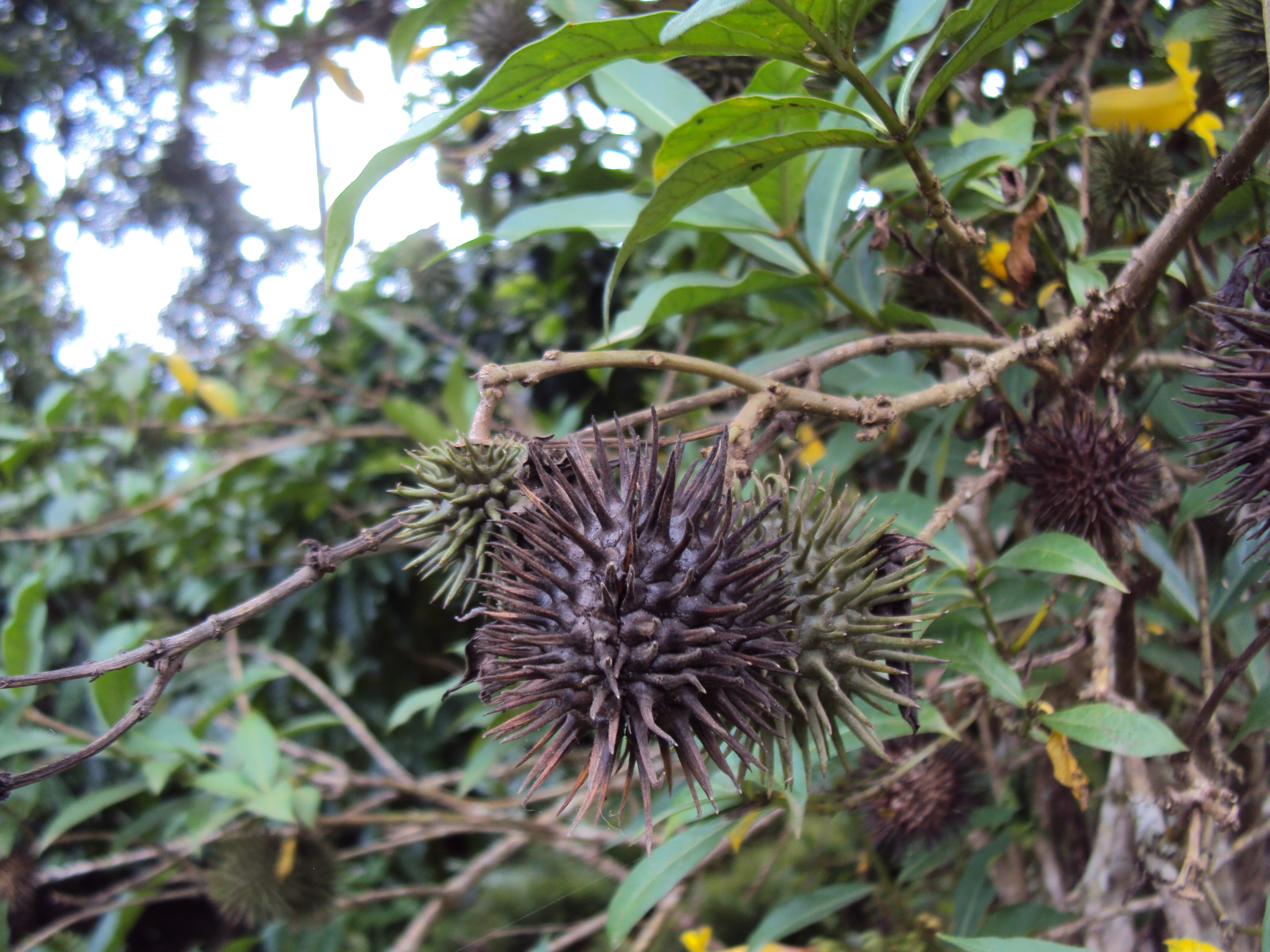
Fruit d’Allamanda cathartica
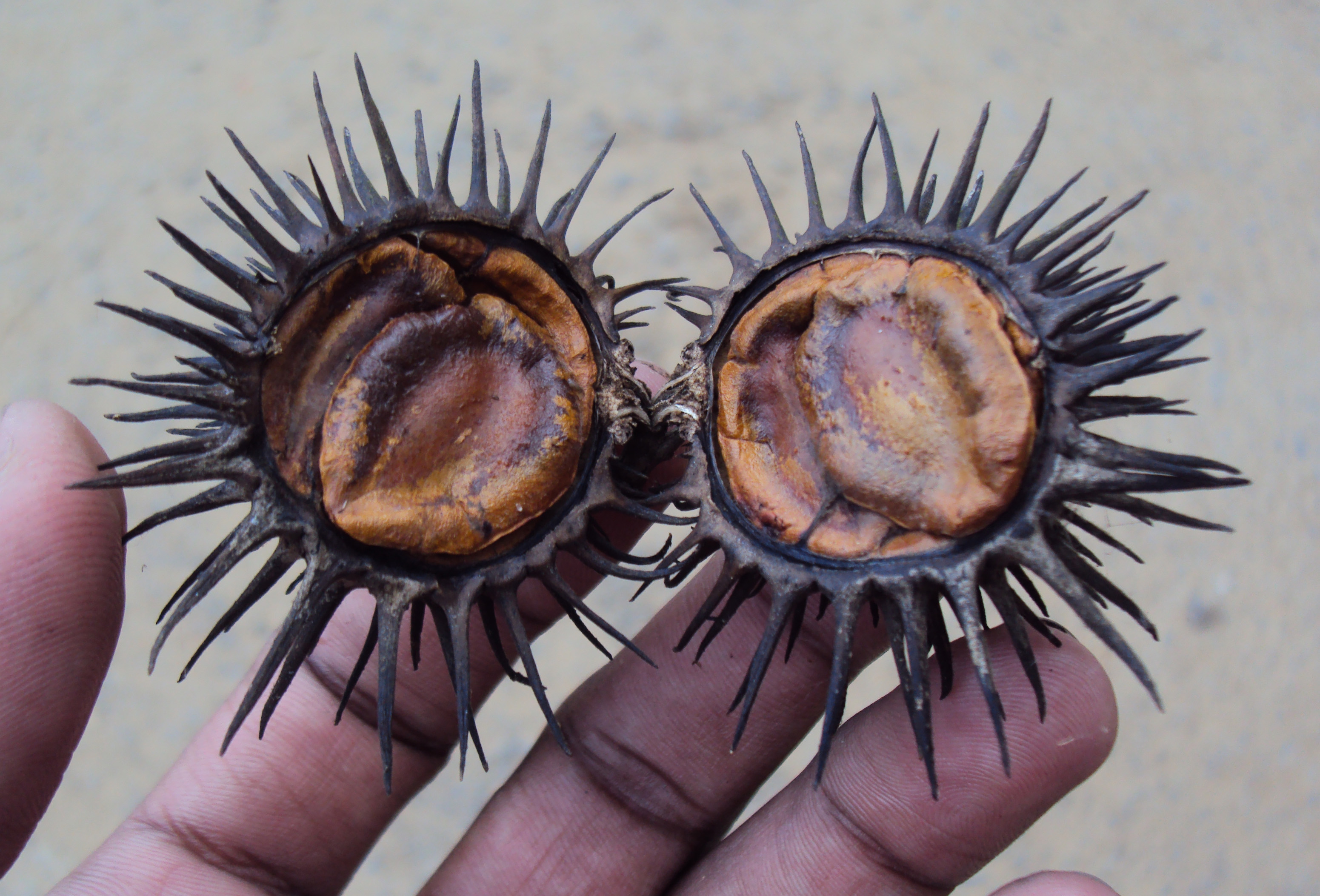
Fruit d’Allamanda cathartica
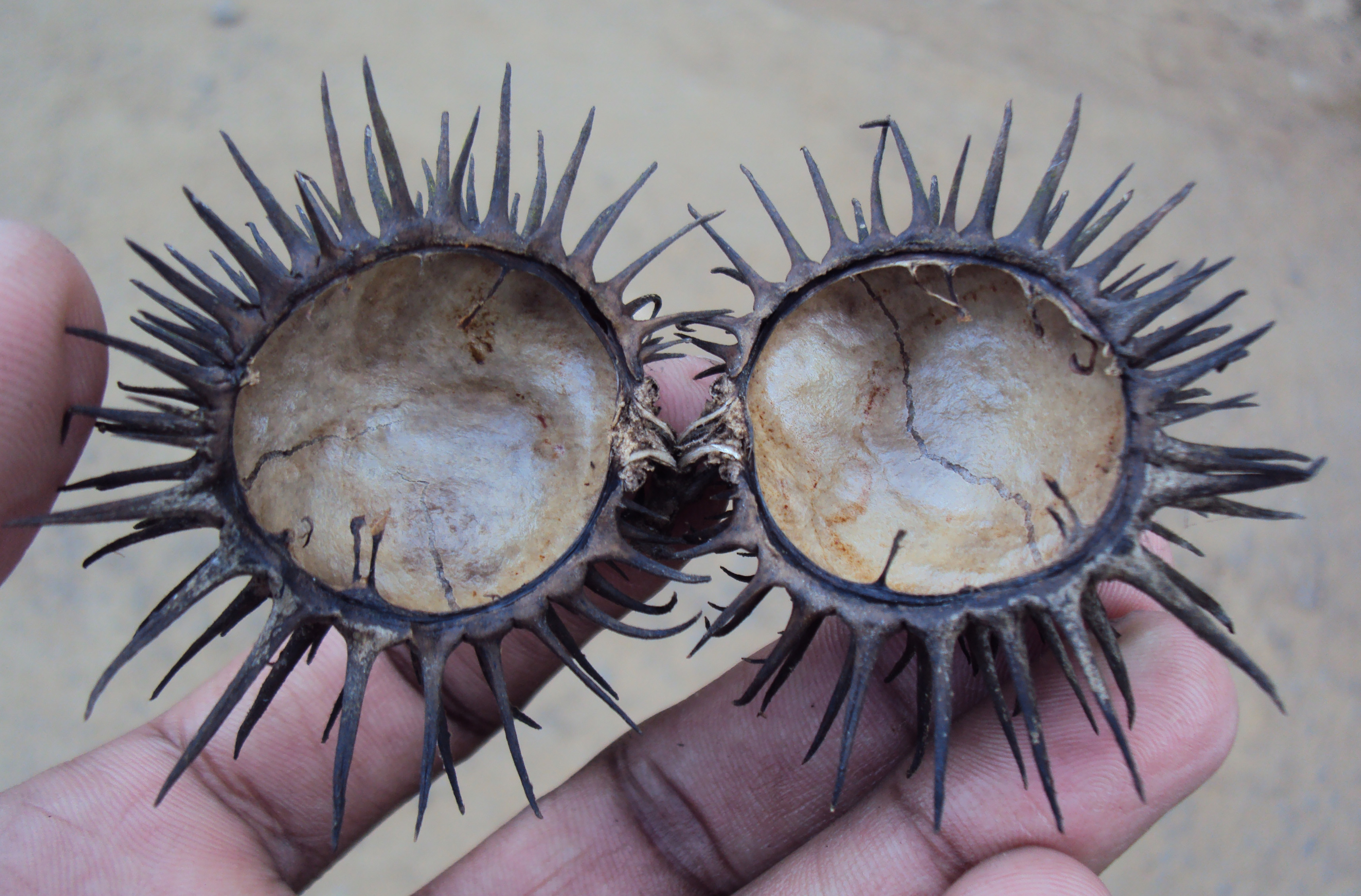
Fruit d’Allamanda cathartica
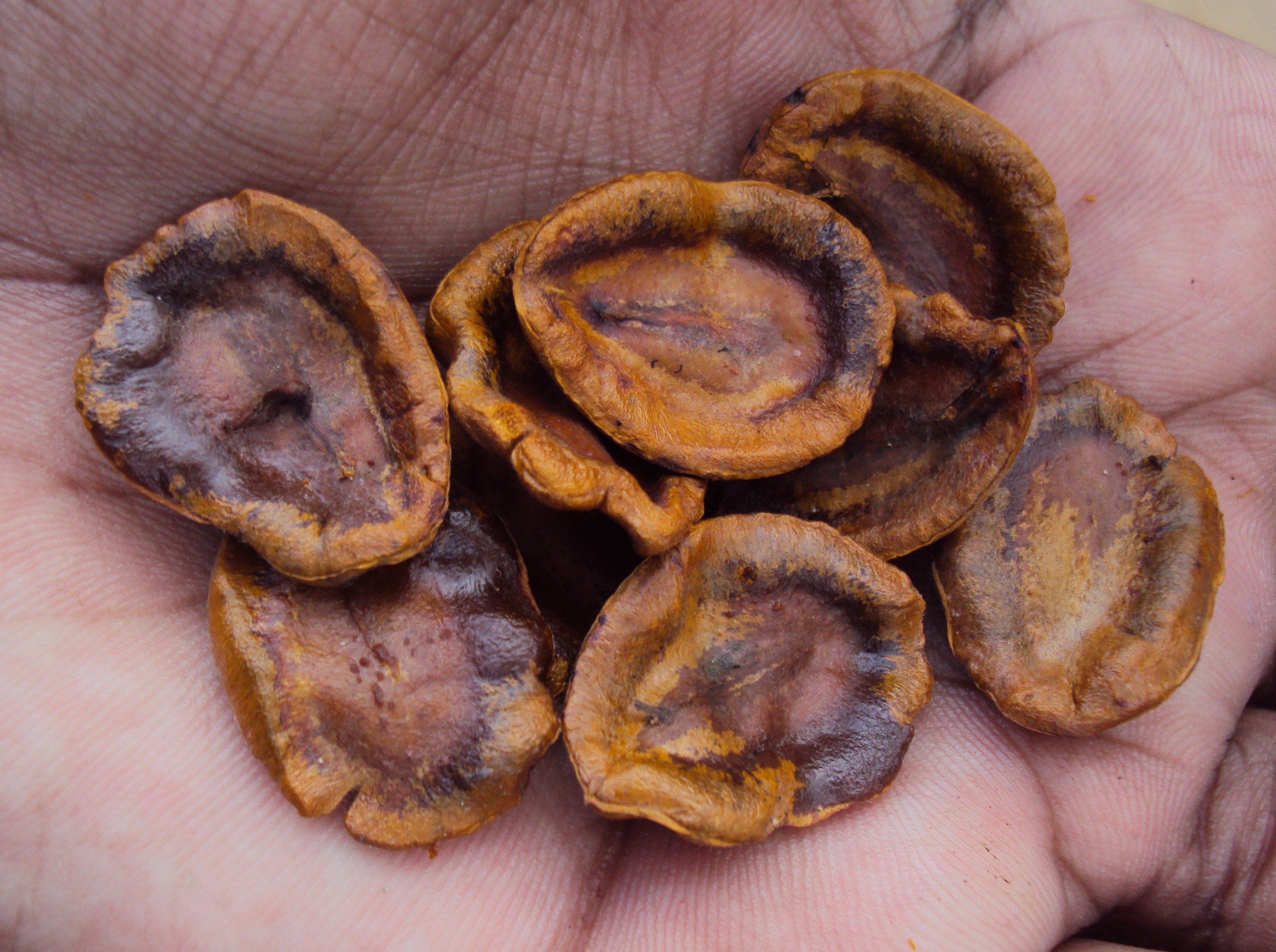
Graines d’Allamanda cathartica
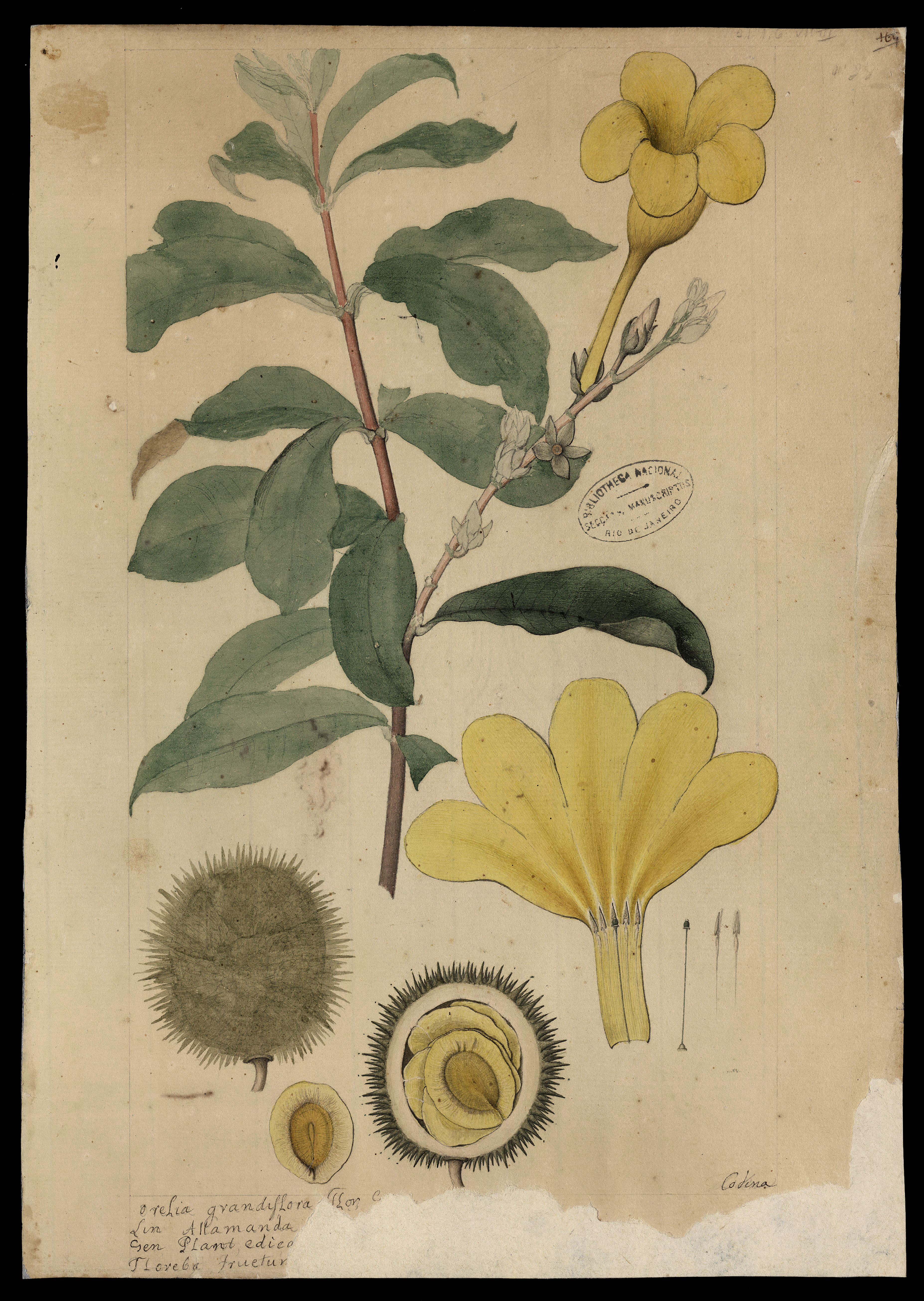
XVIIIe siècle - aquarelle d’Allamanda cathartica par Joaquim José Codina
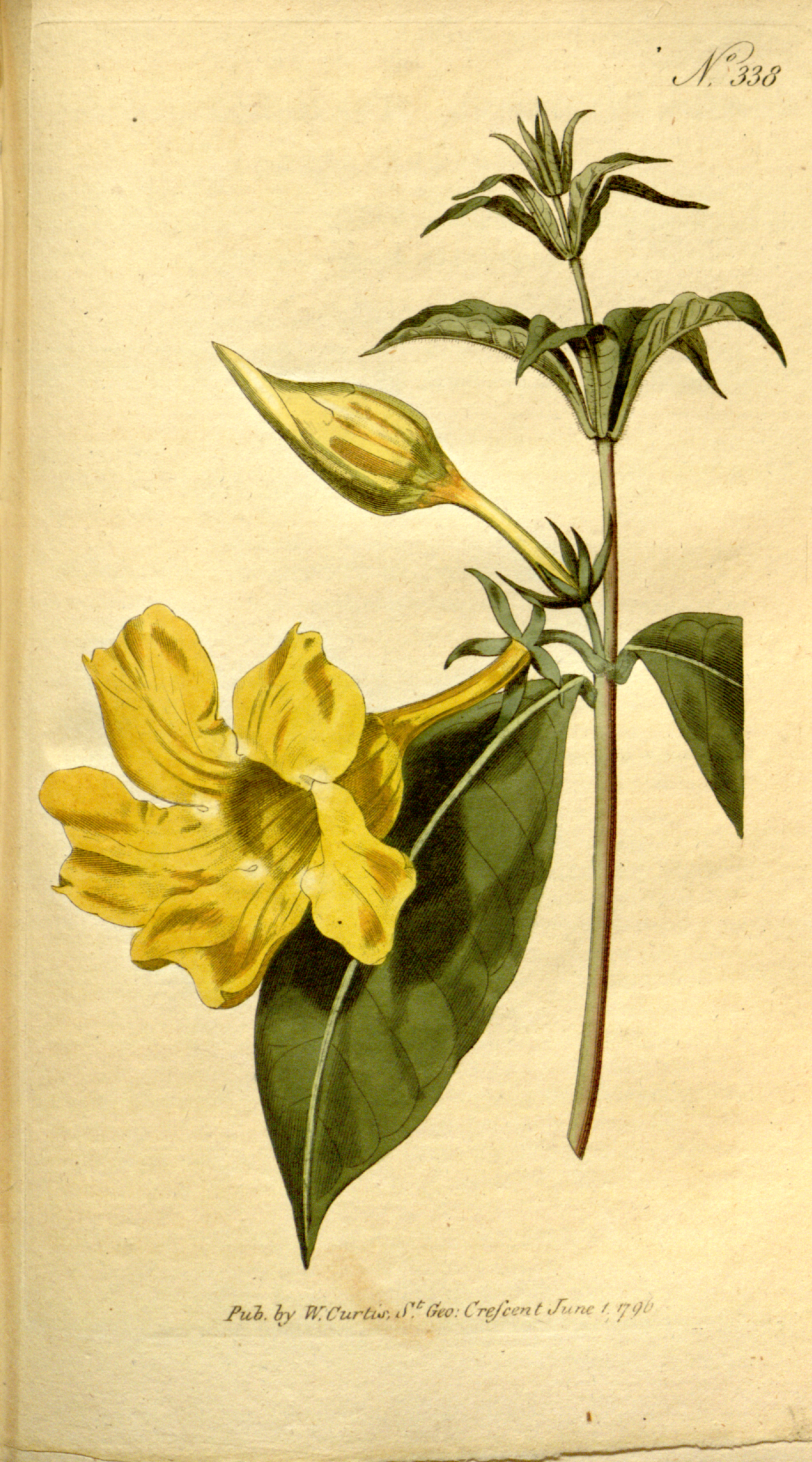
1796 - Allamanda cathartica
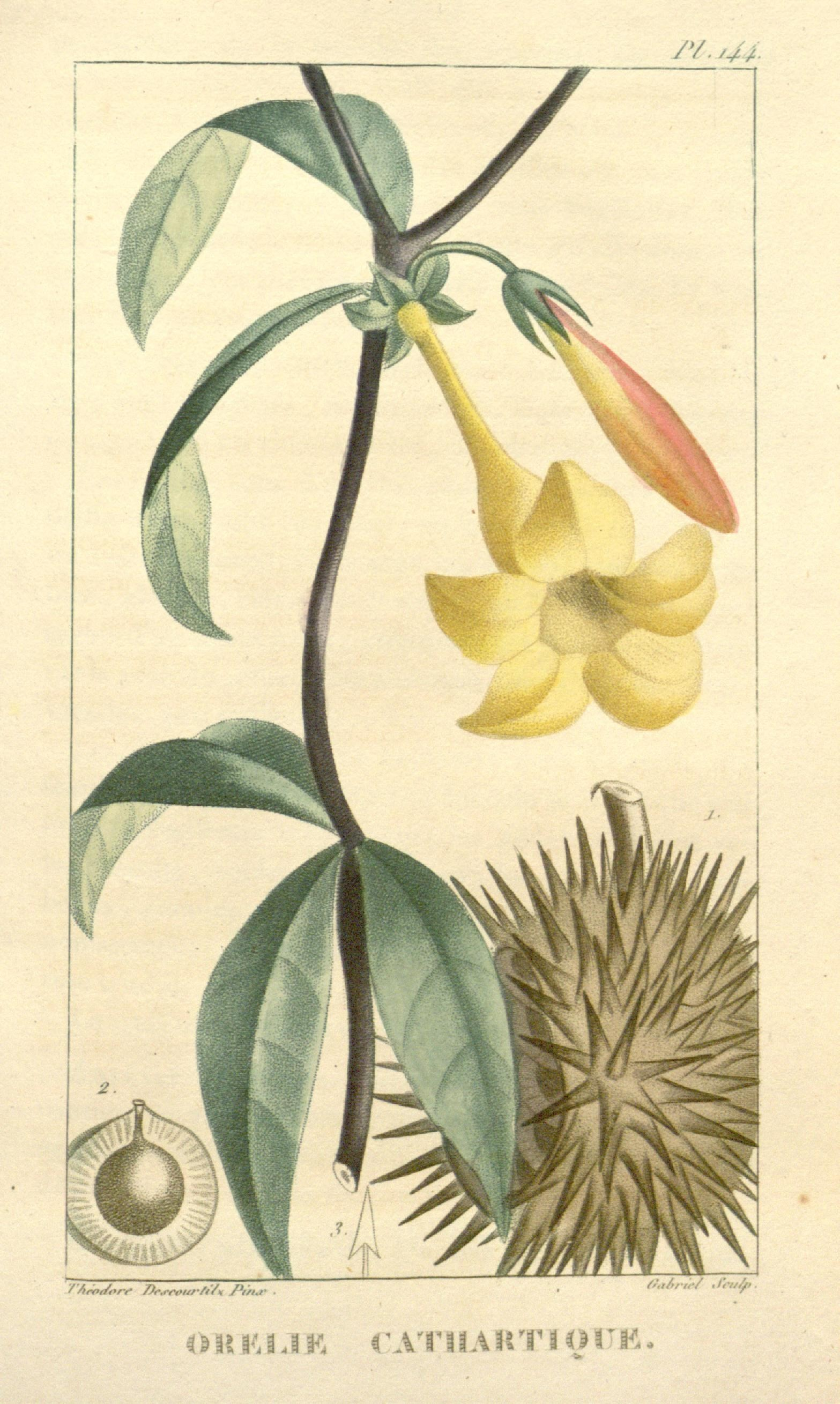
1822 - Allamanda cathartica par M.E. Descourtilz
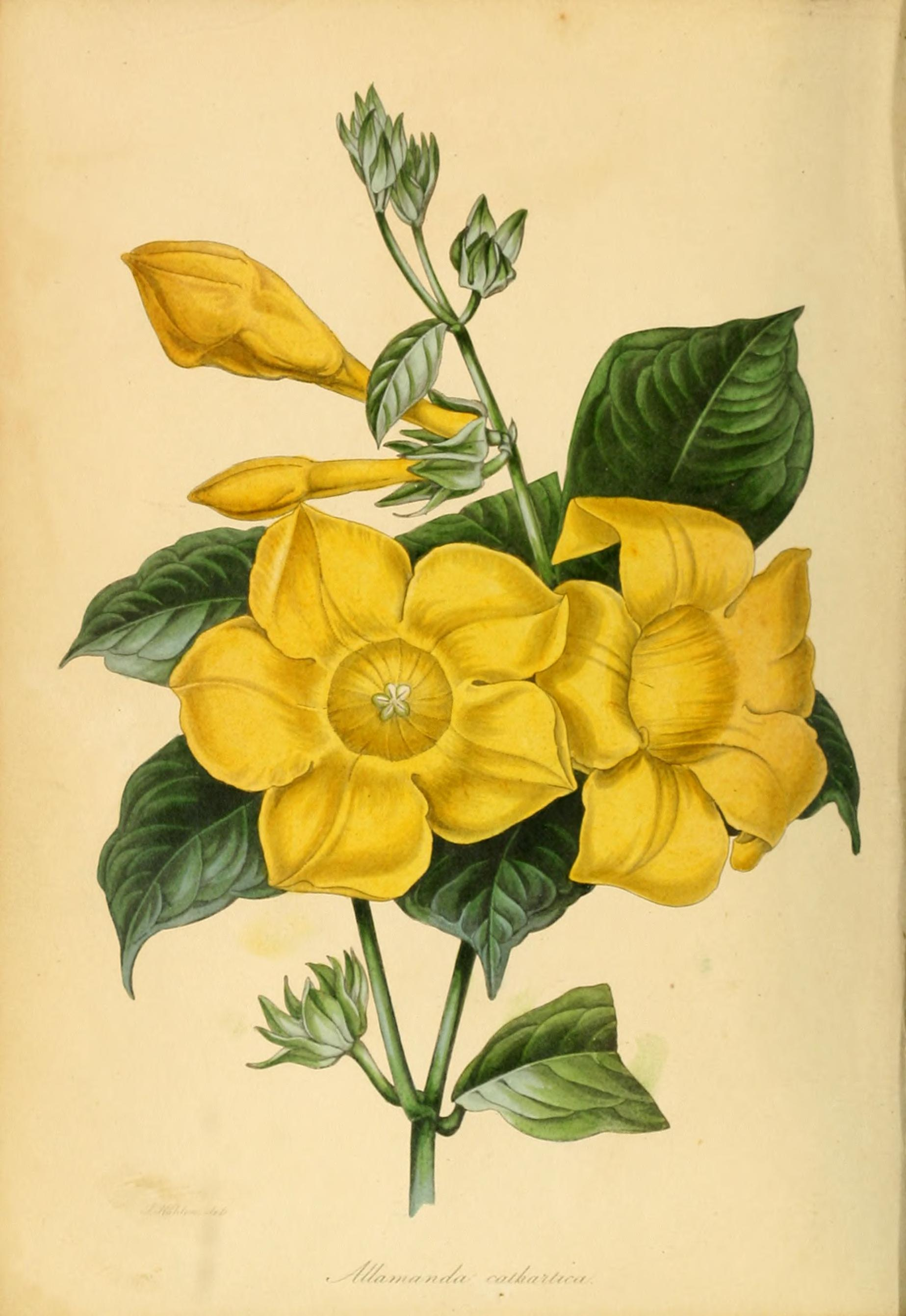
1841 - Allamanda cathartica par Joseph Paxton
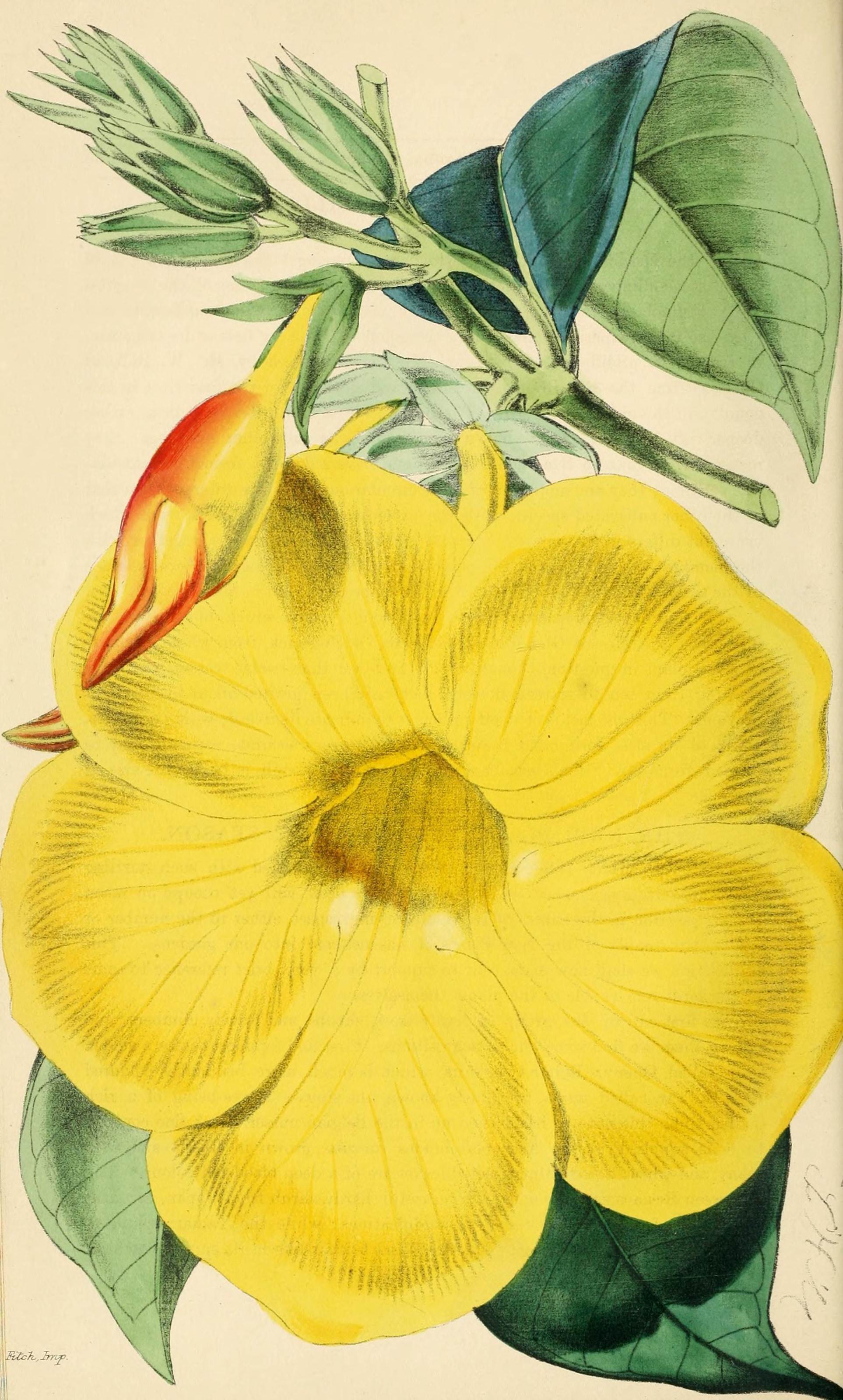
1869 - Allamanda cathartica
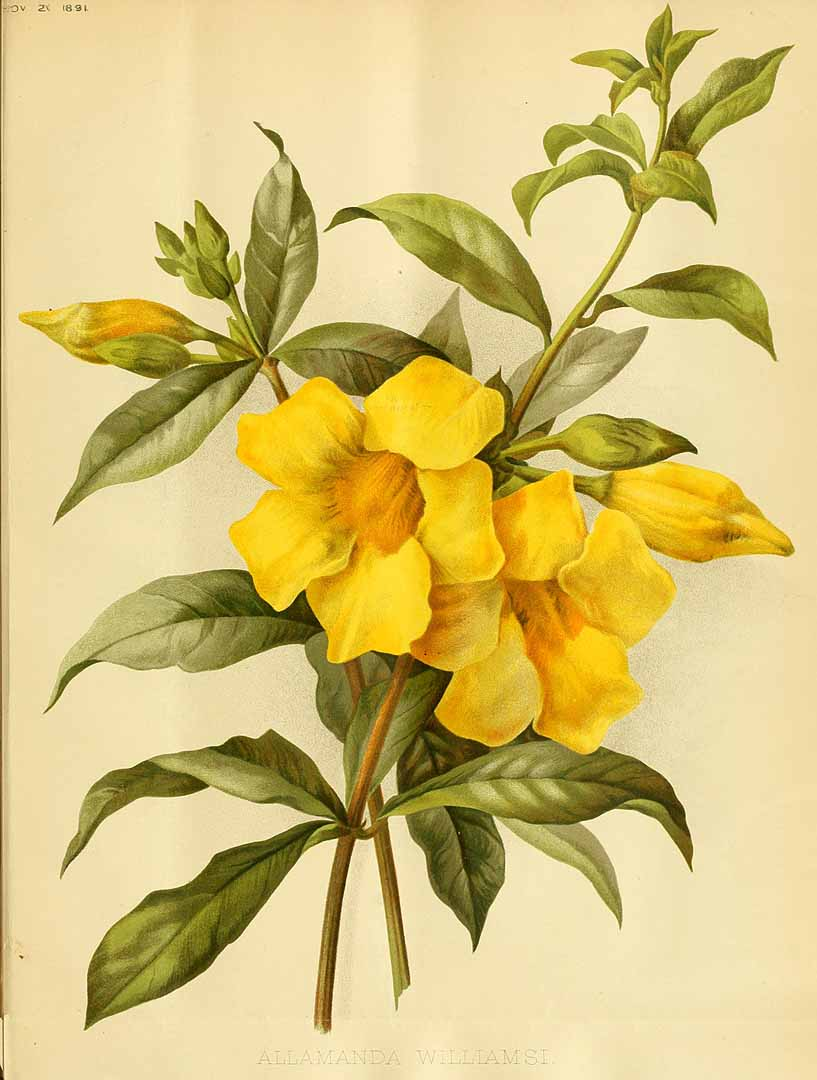
1891 - Allamanda cathartica par Robinson (en)